# التنوير في إسبانيا
دخلت أفكار عصر التنوير (بالإسبانية: Ilustración) إلى إسبانيا في القرن الثامن عشر مع سلالة البوربون الجديدة بعد وفاة كارلوس الثاني آخر ملوك هابسبورغ في 1700. «وكما هو الحال في التنوير الاسباني كانت صبغة ملوك البوربون الإسبان مشبعة بالهوية الإسبانية الكاثوليكية». فقد ركزت فترة الإصلاح والاستبداد المستنير تحت حكم البوربون على المركزية وتحسين البنية التحتية وتحديث الحكومة الإسبانية بدءا من كارلوس الثالث ووزيره خوسيه مونينو. فقد نفذ التاج سلسلة من التغييرات في المجال السياسي والاقتصادي عرفت باسم إصلاحات البوربون، وكانت تهدف بجعل مستعمرات الامبراطورية أكثر ازدهارا لمنفعة إسبانيا.
سعى ملوك البوربون بالتوسع في المعرفة العلمية التي حث عليها الراهب البندكتي بينيتو فيجو. ومن الفترة 1777-1816 مول التاج الإسباني البعثات العلمية لجمع معلومات حول الثروة النباتية والزراعية للإمبراطورية. فعندما نوى العالم البروسي ألكسندر فون هومبولت الذهاب في بعثة علمية بتمويل ذاتي إلى أمريكا الإسبانية، لم يمنحه التاج الأسباني الإذن فقط ولكن أعطى تعليمات لمسؤولي التاج بمساعدته. وقد سعى العلماء الأسبان لفهم اسباب انهيار إمبراطوريتهم في عز مجدها السابق بهدف استعادة هيبتها المفقودة. وقد طال تأثير التنوير على أمريكا الإسبانية في المجال الفكري والعلمي، فأنتج نخبة من الرجال الأسبان من مواليد الأمريكتين ممن شارك في تلك المشاريع. وكان للغزو النابليوني لشبه الجزيرة الايبيرية تأثير قوي في زعزعة الاستقرار لإسبانيا ومستعمراتها الخارجية. وقد نظر إلى أفكار التنوير الهيسباني باعتبارها مساهم رئيسي في حروب الاستقلال الإسبانية الأمريكية بالرغم من أن الوضع كان شديد التعقيد.

## بوربون إسبانيا
طالب البوربون الفرنسيون بعرش إسبانيا سنة 1700 بعد وفاة آخر ملوك الهابسبورغ كارلوس الثاني دون وريث. وبعد انتصار فرنسا في حرب الخلافة الإسبانية أسست ملكية البوربون في أسبانيا. فبدأوا بمجرد استلامهم الحكم بسلسلة من الإصلاحات لإحياء الإمبراطورية الإسبانية التي تضعضعت سلطتها بشدة آخر عهد الهابسبورغ. وقد كان لأفكار عصر التنوير صدى قوي في اسبانيا وتأثير مضاعف في تنوير أمريكا الإسبانية. فعندما غزا نابليون بونابارت بقواته جزيرة إيبيريا وأعطى تاج إسبانيا لأخيه جوزيف أشعل أزمة الشرعية في كل من اسبانيا ومستعمراتها في الخارج. فالبرلمان أو الكورتيز (بالإسبانية: cortes) في قادس قد صادق على دستور ليبرالي سنة 1812 مما حد من قوة النظام الملكي دستوريا وأيضا سلطة الكنيسة. مما حدا بفيرناندو السابع أن يدعي انه من مؤيدي الدساتير الليبرالية، ولكنه بمجرد استعادته السلطة سنة 1814 تخلى عن ذلك وعاد إلى الحكم المطلق غير المقيد. أما عن أمريكا الإسبانية فإن معظم أجزائها كانت في حروب الاستقلال في الحقبة النابليونية، لذا ففي الوقت الذي تمكن فيه فيرناندو السابع من استعادة عرشه سنة 1814 كانت معظم تلك المستعمرات قد نالت استقلالها وأسست حكومات دستورية. عدا إسبانيا الجديدة (المكسيك) استقلت سنة 1821 والبيرو سنة 1824. ووقعت المكسيك لفترة وجيزة تحت ملكية أغوستين دي إتوربيدي وهو ضابط في الجيش الملكى تحول إلى مناصر للمتمردين ثم أطيح به لتتحول المكسيك إلى جمهورية اتحادية بموجب دستور 1824.

### حرب الخلافة (1700–1715)

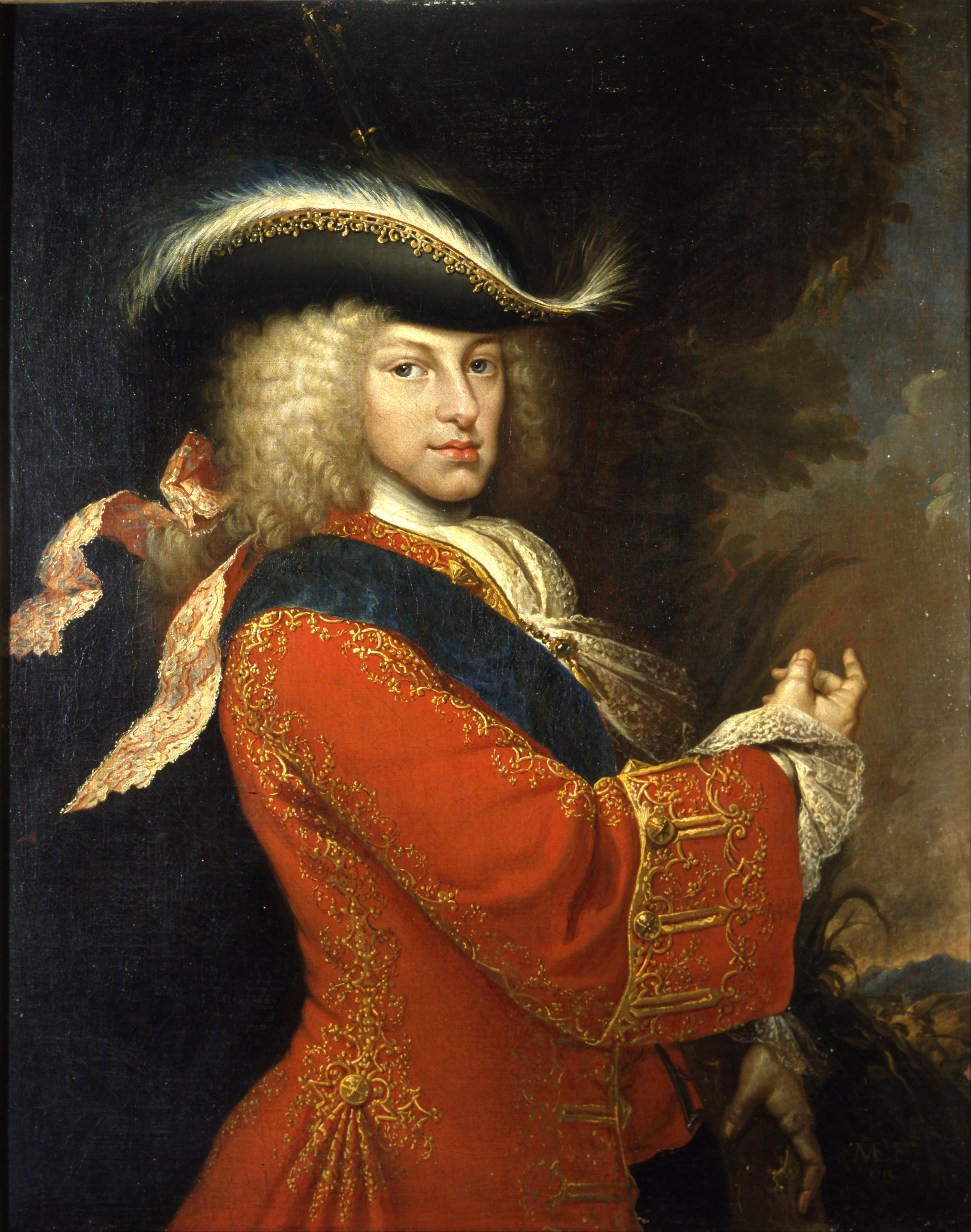
الأمير فيليب دوق أنجو حفيد لويس الرابع عشر ملك إسبانيا المستقبلي باسم فيليب الخامس

سيطر في السنوات الأخيرة من حكم كارلوس الثاني العقيم والضعيف عقليا هاجس من سيكون الملك الذي يحكم بعده، وهو آخر ملوك إسبانيا من سلالة هابسبورغ. وكانت اسبانيا في وسط هذه الأزمة السياسية أشبه «بكائن لا يحكم شيئا». فالمشاكل الاقتصادية وضعف الحكومة الأسبانية وتوالي الهزائم الحروب من فرنسا وتآكل مؤسسات الإمبراطورية في مستعمراتها في القرن 17 كل ذلك تركت كارلوس ملك لإمبراطورية متضعضعة، بالإضافة إلى ضعفه الجسدي والعقلي مما حد من قدرته في تعديل مسار البلد. إلا أن اتساع الإمبراطورية الإسبانية في العالم الجديد إلى جانب ضخامة مواردها البحرية، جعل من أسبانيا جزءا حيويا من سياسة القوى الأوروبية. فإذا ذهب عرش اسبانيا إلى أحد أقارب ملك فرنسا أو إذا توحدت المملكتين، فهذا يحول ميزان القوى في أوروبا لصالح فرنسا. أما إذا استلم الحكم شخص آخر من أعداء فرنسا مثل سلالة هابسبورغ النمساوية، فإن الوضع الراهن لن يتغير. فقد أضحى لزاما على الساسة الأوروبيين في القرن 17 إقامة وراثة منتظمة في أسبانيا كي لا تتغير موازين القوى الأوروبية العظمى.
كارلوس الثاني الذي هو النتيجة المشؤومة لأجيال من زواج الأقارب في هابسبورغ قد أصدر آخر مرسوم بقانون بأن وريثه هو فيليب أنجو حفيده من أخته ماريا تيريزا ولويس الرابع عشر من أسرة البوربون الفرنسية ووريث العرش الفرنسي. وقد أقر مشرعوا التاج القشتاليون خطة الملك. وأبدى المسؤولون الإسبان قلقهم من أن إسبانيا قد لاتكون مستقلة وبدلا من ذلك ستكون تابعة للإمبراطورية الفرنسية أو النمساوية. ومع ذلك بمجرد أن سمع لويس الرابع عشر أن حفيده أصبح ملكا لإسبانيا أعلن بأن صلح البرانس انتهى. فوصل فيليب مدريد سنة 1701 وعمره 17 سنة، ولم يواجه أي معارضة ملموسة. وقد أكد أن دساتير كاتالونيا وأراغون وغيرها هي ناجحة ومأمنة.
ولكن ذلك لم ينتهي بعد. فقد إدعى الإمبراطور ليوبولد احقيته بالعرش الإسباني (ثم ابنه كارل أرشيدوق النمسا بعد وفاته) وطالب بأنه الأحق بعرش إسبانيا. أما إنجلترا وهولندا فقد دعمتا حفيد ليوبولد الأول وإسمه «جوزيف فيردناند بافاريا» بأنه وريث التاج الإسباني قاصدين بذلك منع التقارب الفرنسي الإسباني عند استلام فيليب أنجو التاج الإسباني، ولكنهم بالنهاية اختاروا دعم النمسا بعد أن وجدوا ان لويس الرابع عشر لن يتقبل فكرة أن فرنسا لن تستفيد من وجود ملك بوربوني على التاج الإسباني. شجع هذا الدعم النمسا ان تمضي قدما حتى الحرب بعدما رفضت فرنسا خطة التقسيم، فاندلعت حرب الخلافة الإسبانية.
استمر الكورتيز الإسباني منقسما بشان تلك المسألة، وعندما اندلعت الحرب بين القوى العظمى سنة 1702 أثر ذلك على الداخل الإسباني فاندلعت حرب أهلية. فأعلنت كلا من بلنسية وكاتالونيا وأرغون تفضيلهم المرشح النمساوي ليكون ملكا عليهم، خائفين من أن محاولة فيليب أنجو تغيير النظام اللامركزي، فيمنح كاتالونيا وأرغون نوع من الحكم الذاتي. فهاجم الجيش الإنجليزي-الهولندي أسبانيا من البرتغال سنة 1705، ولكن تم صده.وبدت الحرب تسير في صالح فرنسا ومرشحها للعرش الأسباني في البداية، ولكن في معركة بلينهايم سنة 1704، انقلبت الموازين لصالح النمسا بعد تدخل الحملة الإنجليزية بقيادة دوق مارلبورو. فبعد عشر سنوات من القتال الصعب في ألمانيا وإيطاليا وايبيريا والأراضي المنخفضة وتبعهم العالم الجديد (عرفت باسم حرب الملكة آن). خضعت مدريد للاحتلال في 1706 و 1710، وخربت مناطق واسعة من الريف الأسباني بسبب الحروب التي دارت في أراضيها سواء من جيوش أجنبية أو جنودها أو ثوار من أرغون ومن بلنسية وكاتالونيين.

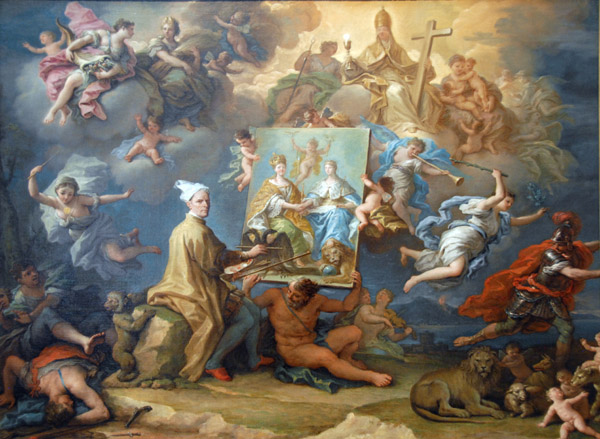
حكاية تصويرية لمعاهدة أوترخت (1713) التي أنهت حرب الخلافة الإسبانية

أتت معاهدة أوترخت سنة 1713 حل وسط بين فرنسا ومعظم قوى أوروبا العظمى. بحيث إتفق المفاوضون على تنصيب فيليب أنجو حفيد لويس الرابع عشر ملكا على إسبانيا باسم فيليب الخامس، شريطة أن لايتحد تاجي فرنسا وإسبانيا. وأن تتخلى إسبانيا عن ممتلكاتها في أوروبا: فنالت النمسا أراضيها في إيطاليا وهي نابولي وميلانو وسردينيا، أما صقلية فقد أخذتها سافوي. وكذلك تخلت عن هولندا الإسبانية للنمسا، وأخذت بريطانيا كلا من منورقة وجبل طارق. ومقابل تلك الأراضي التي خسرتها إسبانيا فقد تمكن فيليب من المحافظة على باقي الأراضي ومستعمرات الإمبراطورية. وقد استعادت إسبانيا في السنوات التالية الكثير من أراضيها في إيطاليا مثل نابولي وصقلية. أما كاتالونيا - التي كانت ضد فيليب وشعارها "Privilegis o Mort" (الشرف أو الموت)- فقد واصلت المقاومة بعد توقيع معاهدة السلام حتى بعد انسحاب البريطانيين. لم تتمكن إسبانيا من استعادة برشلونة إلا في 1714. هذا التاريخ (11 سبتمبر 1714) تحتفل به كاتالونيا باعتباره يومها الوطني. عموما فإن البلد كان في حالة من عدم الاستقرار الاقتصادي بسبب الصراع، لذا لم يكن مهما من هو المرشح للعرش الإسباني.

### إصلاحات فيليب الخامس (1715–1746)

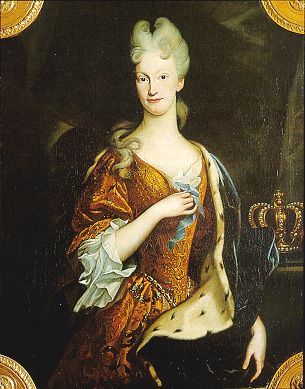
إليزابيث فارنيزي ملكة إسبانيا وزوجة فيليب الخامس ملك إسبانيا

أثبت فيليب الخامس أنه فعال في الإدارة، حيث قوّى من مركزية السلطة بالغاء البرلمانات الإقليمية (الكورتيز) والبدء بتوحيد القوانين في مختلف مناطق الإمبراطورية ومنع الامتيازات الخاصة (fueros). فاختار وزراء فرنسيين وإيطاليين متمكنين للمناصب الرئيسة في الحكومة لكبح جماح وزارات مستقلة وفاسدة ازدهرت في فترة حكم آل هابسبورغ. وهدف فيليب هو توسيع النشاط التجاري والانتقال نحو الحرية الاقتصادية، وخاصة فيما يتعلق بتجارة اسبانيا داخل مستعمراتها، في نظرية الاحتكار الإسباني. فحرص على توسعة الصادرات الصناعية والزراعية الإسبانية، لذا فتلك التجارة لن تفيد القوى الأجنبية المرتبطة بالتجارة الأمريكية الإسبانية. وأيضا نقل غرفة التجارة الإسبانية من إشبيلية إلى ميناء قادس سنة 1717. وسمح بتأسيس شركة باسك كراكاس في 1728 على غرار الشركات التجارية الأوروبية في الشمال لتتاجر الكاكاو مع فنزويلا. ففي حكم البوربون ازدادت منطقة التجارة الحرة (comercio libre) توسعا داخل الفلك الإسباني.
اتهم فيليب بأنه مصاب باضطراب ثنائي القطب وأن زوجته إليزابيث فارنيزي تهيمن على سياسته، وقد تبنى سياسة خارجية عدوانية مما ادخل اسبانيا في سلسلة من الحروب المكلفة خلال فترة حكمه. فقدانه الكثير من الأراضي في أوروبا كانت موعودة له حسب مرسوم كارلوس الثاني وطموحه الشخصي جعله غير مرتاح مع المعاهدات. أما زوجته إليزابيث فهي من أسرة فارنيزي التي تولت دوقية بارما فقد ارادت مع الوزير النشيط الكاردينال جوليو ألبيروني ان يستردوا حقوقهم في إيطاليا مع التي استعادها فيليب. لكن منعهما تحالف فرنسا وبريطانيا وهولندا الذي تحدى طموحات اسبانيا التي هددت السلام الأوروبي. ففي سنة 1717 غزا فيليب سردينيا وهي إحدى ممتلكات إسبانيا التي أخذتها النمسا بعد حرب الخلافة الإسبانية، وغزا بعدها صقلية مما عجل بتشكيل التحالف الرباعي المكون من بريطانيا وفرنسا والنمسا وهولندا لوقف طموحات فيليب. وفي 1720 بعد هزيمة جيشه وإسطوله في حرب التحالف الرباعي صرف وزيره ألبيروني ووقع معاهدة سلام مع النمسا واعترف كليهما بمعاهدة أوترخت كاملة.
حاول فيليب مرة أخرى استعادة بعض الأراضي المفقودة بإشعاله الحرب الأنجلو الإسبانية 1727-1729. فتحالف مع النمسا في 1725 التي وافقت على مساعدة الإسبان في استعادة قواعد بحرية مهمة في المتوسط -وهما مينوركا وجبل طارق- من البريطانيين.

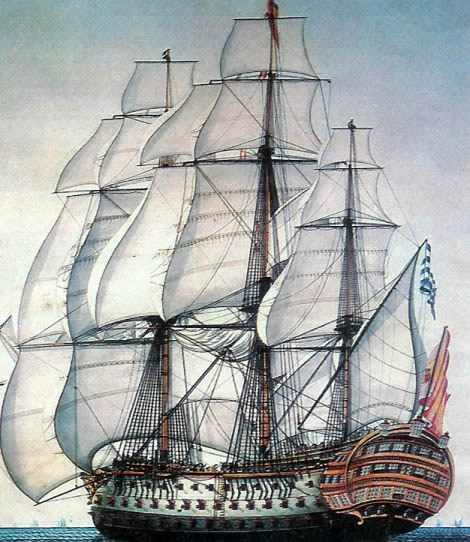
سفينة Nuestra Señora de la Santísima Trinidad. كانت صناعة الأساطيل من أهم الأولويات في حكومتي فيليب الخامس وكارلوس الثالث

وردا على ذلك شكل وزير الخارجية البريطاني تشارلز تاونسند تحالفا مع فرنسا وهولندا؛ فعندما بدأ فيليب فرض حصار على جبل طارق رفضت النمسا التدخل لمواجهة تحالف قوي، ومرة أخرى تُركت اسبانيا وحدها. فغزت الجيوش الفرنسية الباسك واختارت بريطانيا وهولندا تدمير أملاك إسبانيا في العالم الجديد وتعطيل شحنات المعادن الثمينة لمنع فيليب من شراء النمساويين للتدخل مرة أخرى. عانى الحلفاء خسائر بشرية أكثر من الإسبان ولكن الخطة نجحت واضطر فيليب لالتماس السلام في 1729. فنالت إليزابيث فارنيزي إحدى رغباتها: عودة دوقيات كل من بارما وبياتشنزا وتوسكانا إلى حكم عائلتها.
بعد سنة 1729 أصبح فيليب أكثر تحفظا عند استخدام جيوشه، وسعى إلى دعم من الحلفاء ولا سيما فرنسا: فإستراتيجية أكثر حذرا ممكن أن تسفر عن نتائج أكثر إيجابية. حيث نجح في التقارب مع بوربون فرنسا فوقع سنة 1733 اتفاق الأسرة مع ابن أخيه وملك فرنسا لويس الخامس عشر بعد اندلاع حرب الخلافة البولندية فتمكن من استرداد نابولي وصقلية لابنه كارلوس. وبذلك أضحت الدولتين أكثر تقاربا بعد الارتباك من التحالف الرباعي. فالاحتكاك مع بريطانيا في حرب أذن جنكينز (1739-1741) دفع فيليب لتحالف أوثق مع فرنسا في حرب الخلافة النمساوية لكسب مزيد من الأراضي في إيطاليا لأبنائه. فنال أكثر مما كان قبل الحرب، وأضاف أراضي جديدة لم تكن في السابق جزءا من إمبراطوريته في إيطاليا.
وفي أواخر حكمه اختار فيليب أن يكون تشكيل الحكومة بيد وزرائه. فكان الشاب والطموح زينون دي سومودفيلا وأعطي لقب ماركيز إنسينادا في 1736 بسبب الدبلوماسية الناجحة بعد حرب البولندية والسنوات السبع التي تلتها، فعينه فيليب (واليزابيث) رئيسا للوزراء في 1743 وحتى وفاة الملك. فحكم إنسينادا اسبانيا بفعالية. فسعى إلى سياسة خارجية حذرة لكن مستقلة ونأى بلاده عن فرنسا وبريطانيا، ورغب في بيئة مستقرة وهادئة بحيث يمكن لأسبانيا إصلاح مؤسساتها.

### فرناندو السادس (1746–1759)

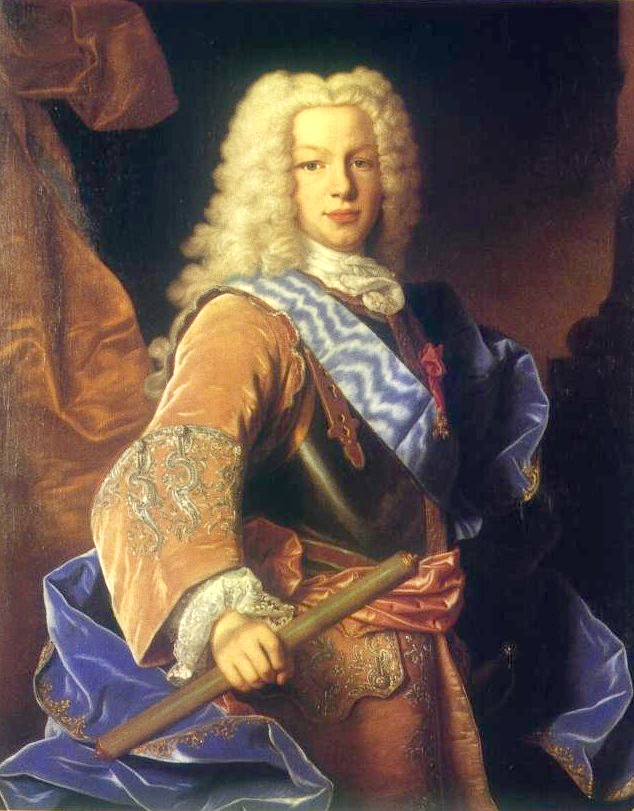
فرناندو السادس ملك إسبانيا (1746–1759)

استفاد إنسينادا من النصر في حرب الخلافة النمساوية مما تعزز دعمه في اسبانيا. إلا أن الملك فيليب -أقوى المؤيدين له- مات قبل نهاية الحرب فخلفه فرناندو السادس ابنه من زوجته الأولى ماريا لويزا من سافويا وقد عانى من تأثير استبداد زوجة أبيه عندما كان طفلا وكذلك ملكا، لذا فمن غير المؤكد من قدراته الخاصة. وبعد وفاة أبيه غادرت قصر الحكم إليزابيث فارنيزي الملكة التي كانت تسيطر بقوة على فيليب الخامس. وكان فرناندو مثل أبيه خاضعا لزوجته، حيث أنها أملت الكثير من سياسته والقرارات السياسية. حتى قيل في تتويج فرديناند سنة 1746 إن «الملكة باربرا خلفت الملكة إليزابيث». من جانبها التزمت الملكة ماريا باربارا دي براجانزا وهي عضو في العائلة المالكة البرتغالية سياسة الحياد التي اتفق معها قياديي الحاشية والتي اختلفت بشدة عن سياسة اليزابيث الوحدوية. جنى فرديناند في حكمه ثروة جيدة هي ثمار إصلاحات فيليب الخامس. إلا أنه كان ملكا محسنا حيث أعفى منطقة أندلسيا المنكوبة بالجفاف من جميع الضرائب في 1755 وخصص مبالغ كبيرة لإعادة بناؤها. وبما أنه الملك فقد حوّل العديد من أحكامه إلى وزرائه.

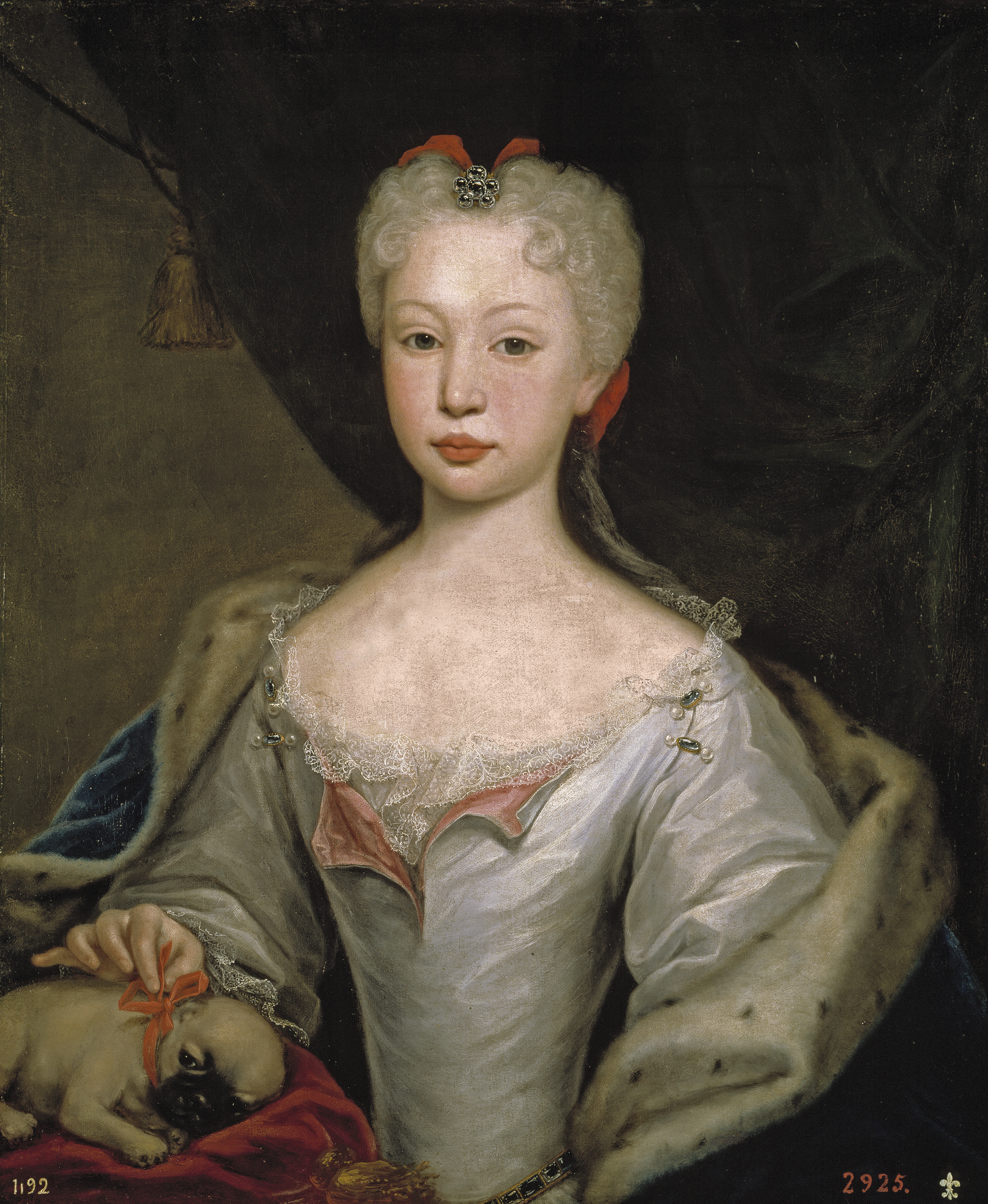
ماريا باربارا دي براجانزا ملكة إسبانيا وزوجة فرناندو السادس ملك إسبانيا

استمر إنسينادا في قيادته لحكومة البلاط في بداية عهد فرناندو. فبعد التحالف الناجح مع فرنسا في حرب الخلافة النمساوية، نصح بتعزيز ذلك الرابط لأنه وسيلة لحماية أمن اسبانيا الهش ومراقبة مصالح بريطانيا في إمبراطوريتها. وكان يعارض مجموعة أنجلوفيل في البلاط بقيادة خوسيه دي كارفاخال التي أصوله بريطانية-اسبانية وينحدر من أسرة لانكستر، والذي يعتقد أن مفتاح تحديث الجيش الأسباني هو إقامة تحالف أوثق مع بريطانيا التي تملك قوة بحرية يمكنها أن تكمل بحرية الامبراطورية الأسبانية وأيضا قدرة تجارية يمكنها من تشجيع التنمية الاقتصادية في إسبانيا. وكان الإنجاز الأكثر ديمومة لكارفاخال هو اتفاق 1750 مع البرتغال والذي انهى بينهما نزاعا طويلا على مستوى منخفض في باندا الشرقية (جنوب أوروغواي). كانت لتلك الإتفاقية نتائج سياسية مهمة لاسبانيا. فتمت مبادلة سبع بعثات أنشأها وشغلها اليسوعيون في جنوب أوروغواي مع أوروغواي التي اسستها وهيمنت عليها البرتغال. أدت الخطة (التي عارضها كل من اليسوعيون والإنجليز) إلى مقاومة اليسوعيون وحلفائهم الغواراني سكان المنطقة الأصليين. فردت كلا من اسبانيا والبرتغال بقوة، فقمعتا اليسوعيون والغوارانيين في حرب الغواراني. انهت تلك الحرب الصداقة التقليدية بين الحكومة الإسبانية واليسوعيون وبدأت فترة من السياسات المناهضة لليسوعيين في كل من اسبانيا والبرتغال التي استمرت في عهد كارلوس الثالث. 

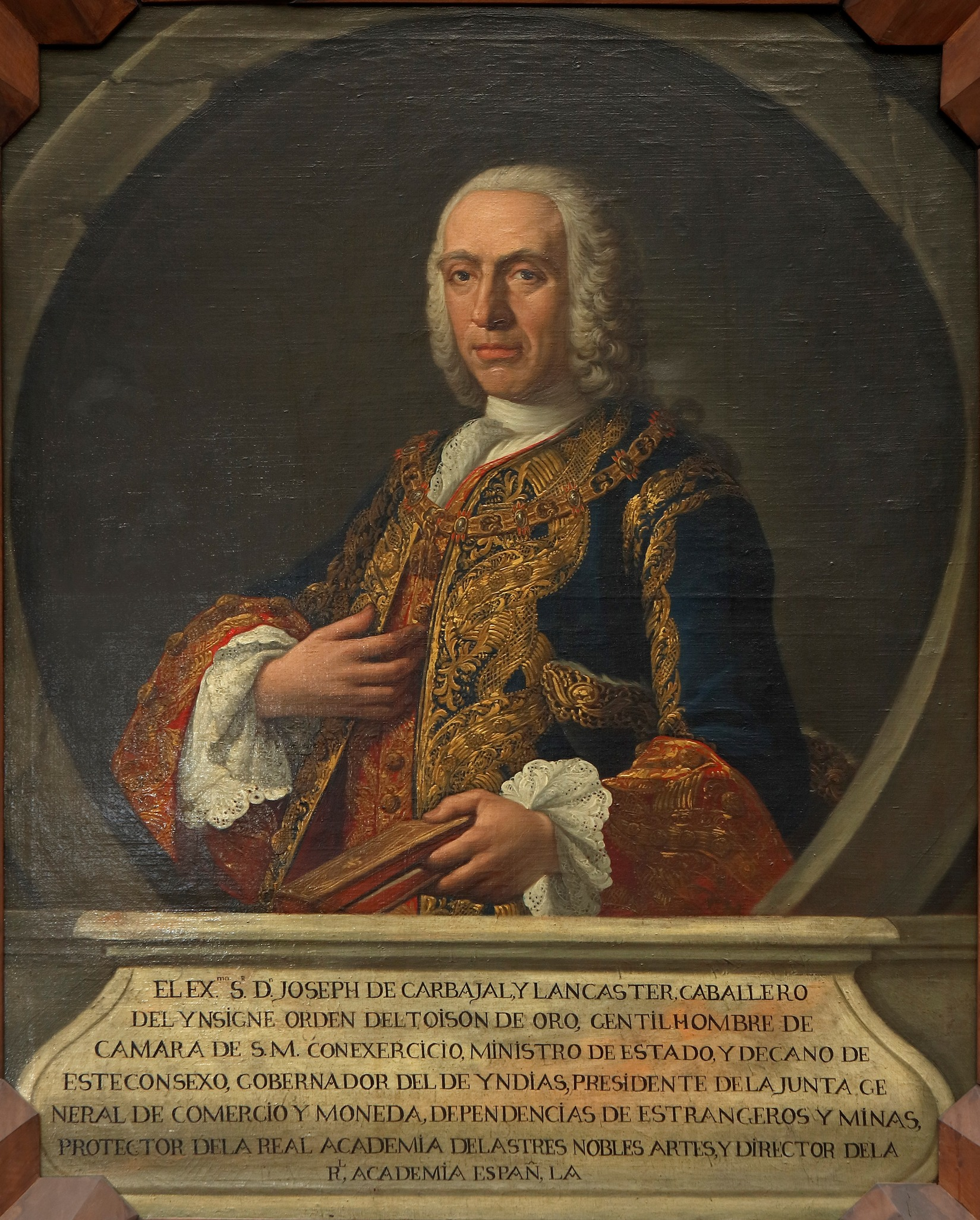
خوسيه دي كارفاخال قائد المجموعة الموالية لبريطانيا في بلاط الملك فرناندو السادس.

أدى ظهور فضيحة في البلاط بسبب وجود مؤامرة بين كارفاخال والسفير البريطاني إلى إحراج إنسينادا وسمعته. فعندما توفي كارفاخال في 1754 طرد فرناندو وزوجته إنسينادا خوفا من التعاطف الفرنسي للماركيز مما يؤدي إلى تحالفه مع لويس الخامس عشر ملك فرنسا ثم الحرب، دون تدخل التعاطف البريطاني لكارفاخال ليوازنه. فعيّن الايرلندي ريكاردو وول رئيسا للوزراء محل إنسينادا. ويعتبر وول مدافعا قويا عن سياسة اسبانيا المحايدة، فنجح في أبقاء البلاد بعيدة عن الحروب في الفترة الباقية من عهد فرناندو.
وبالرغم من أن ماريا باربرا زوجة الملك كانت خائفة من أن يموت فرديناند قبلها ويتركها معدمة -إلا أنها جمعت ثروة لنفسها ضخمة كإجراء وقائي- لكن ذلك لم يفدها. فماتت الزوجة ماريا باربرا قبل الملك في 1758. فأثر ذلك بشدة على فرناندو، فأصبح غير مبالى للمهام الملكية بل وعاش في حالة من الانهيار النفسي حتى توفي بعدها بسنة أي في 1759.

### كارلوس الثالث والاستبداد المستنير (1759–88)
.

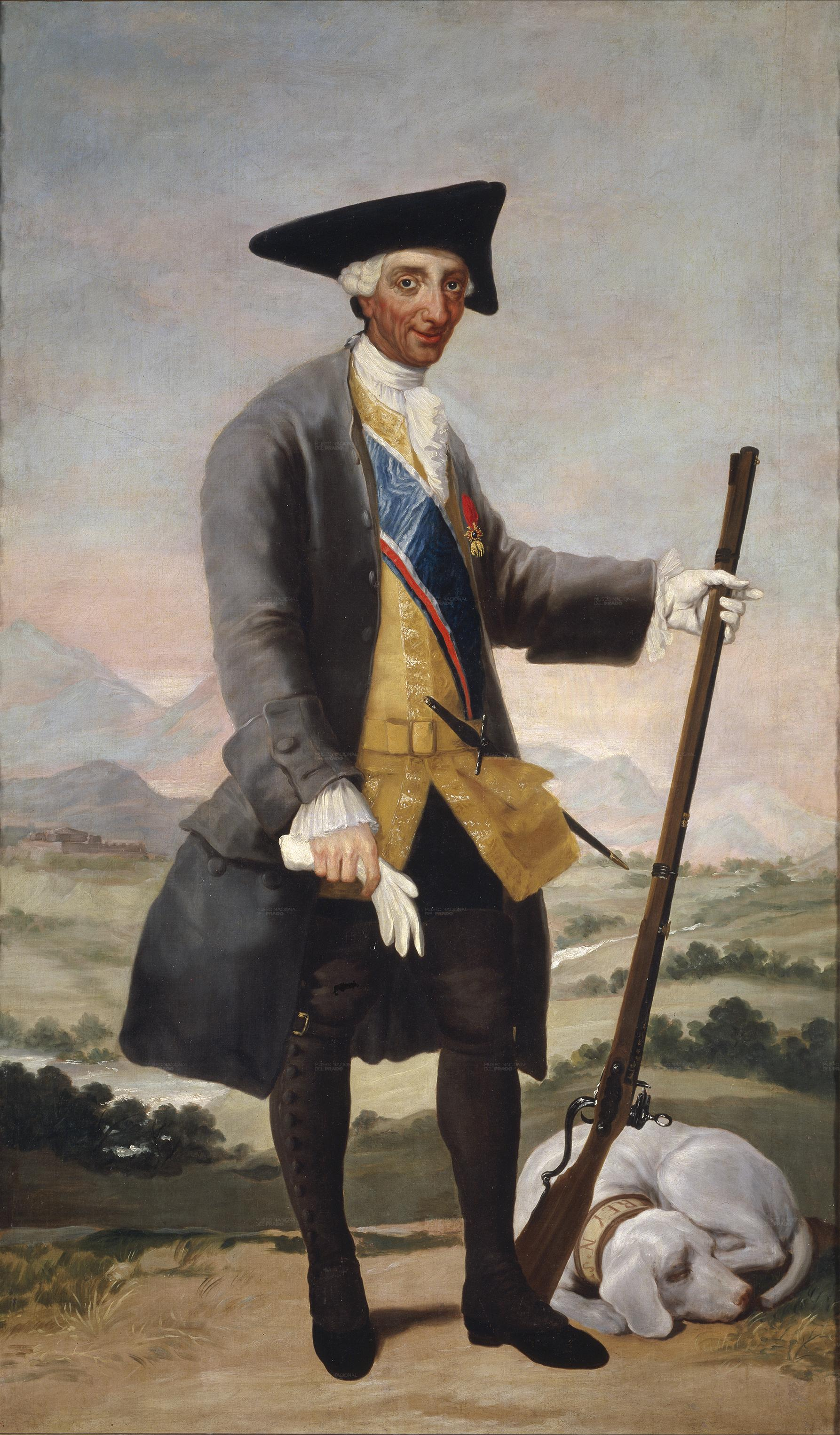
صورة رسمها غويا تمثل الملك كارلوس الثالث بلباس الصيد 1786-1788. وكان محبوبا من رعاياه لبساطة حياته وروحه المتدينة.

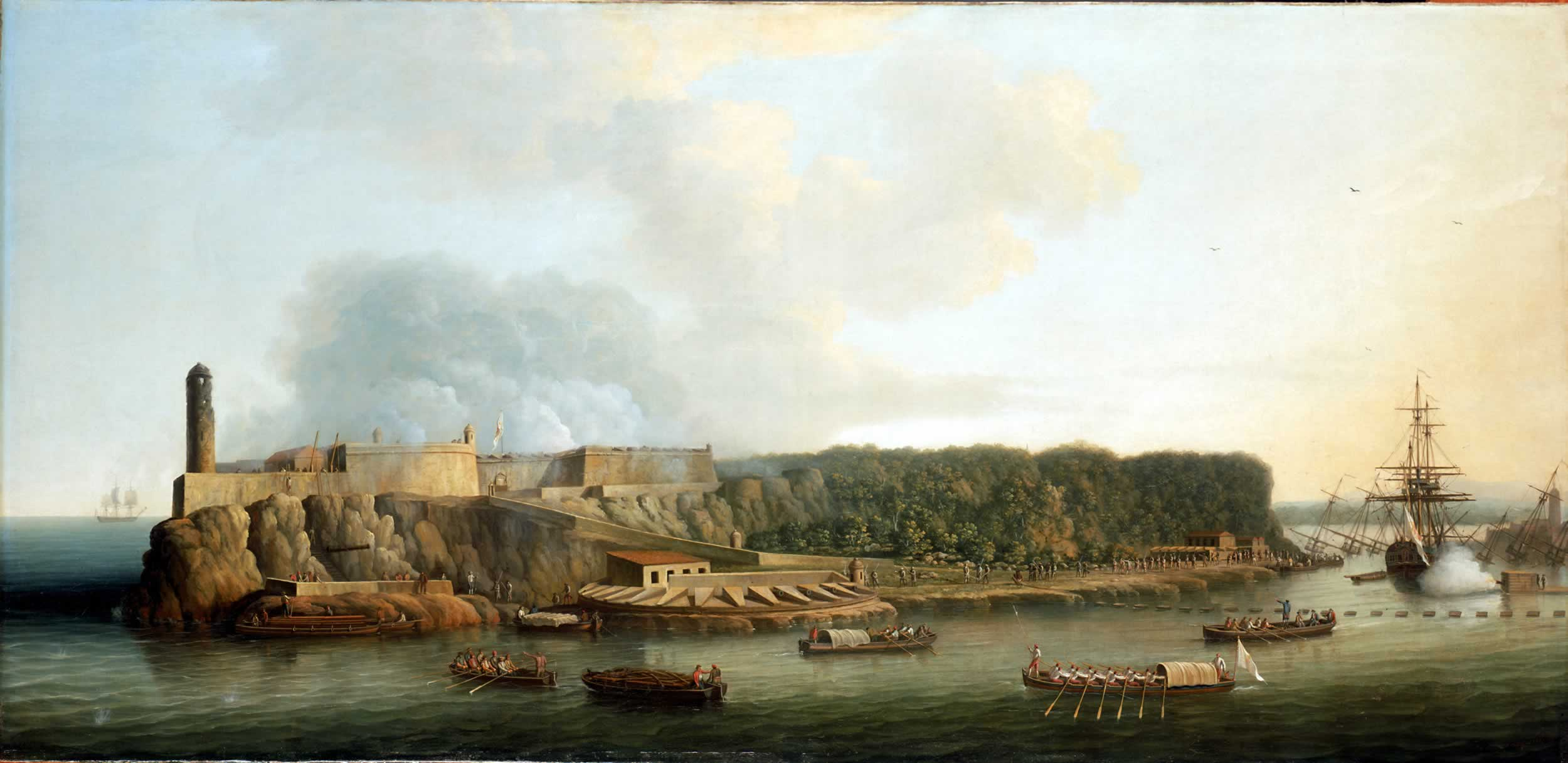
صورة توضح قلعة مورو بعد استيلاء الإنجليز عليها في معركة هافانا خلال حرب السنوات السبع

بعد وفاة فرناندو أتي أخوه غير الشقيق كارلوس الثالث ابن فيليب الخامس من زوجته الثانية إليزابيث فارنيزي. واعتبر «الملك الأكثر نجاحا في اسبانيا بعد فرديناند وإيزابيل» أواخر القرن 15 وأوائل 16. "واستحق مرتبة عالية من بين الطغاة المستنيرين في القرن 18 لأسباب كثيرة حيث أنجز أمورا أكثر من بعض الحكام المشهورين مثل فريدرش العظيم ملك بروسيا والنمساوي جوزيف الثاني". وكان أعطته أمه لقب دوق بارما وهو في سن السادسة عشرة. تجربته هناك أعطته فرصة لممارسة الاستبداد المستنير. وقد اظهر روحه القتالية للحصول على نابولي وصقلية بالقوة ثم أصبح «ملك الصقليتين» على الرغم من ميوله كانت بالعموم أكثر سلمية. لدى وصوله الحكم في إسبانيا لم يشاطر ميول كارفاخال بالتحالف مع بريطانيا. وإنه دائما يكنّ في نفسه عدم الثقة لتلك الدولة الجزيرة منذ أن أجبر الأسطول البريطاني حياده وأدخل في حرب الخلافة النمساوية.
أدخل كارلوس الإصلاح عن طريق مستشاره في صقلية برناردو تانوكتشي. وبقي تانوكتشي في مملكة الصقليتين لتقديم المشورة لإبن كارلوس الملك فرناندو الأول. وبحسب المعاهدات فإنه لايمكن توحيد تاج صقلية مع إسبانيا، لذا فقد حمل كارلوس معه كادر الإصلاحيين الإيطاليين الذي رأوا احتمالية تطوير البيروقراطية الأسبانية. وكان مخطط المرحلة الأولى من إصلاحات كارلوس هو الأيطالي ليوبولدو دي غريغوريو - رجل من أصول فقيرة له القدرة بأن يكون المورد العسكري لجيش نابولي- الذي أعجب به الملك ورفعه إلى منصب ملكي. حيث أعطاه لقب «ماركيز سكيلاتشي» في 1755، وعد أحد كبار رجال الدولة الإسباني منذ وصول كارلوس الثالث الحكم حتى موت الماركيز في 1785.
بالرغم من نشوب حرب السنوات السبع منذ 1756 إلا أن اسبانيا بقيت بصرامة على الحياد تحت إشراف وزارة ريكاردو وول الذي استمر في قيادة الحكومة الأسبانية في السنوات الأولى من كارلوس الثالث. إلا أن كارلوس كان يحمل ضغينة ضد الإنجليز وأصبحت الحرب يائسة لفرنسا، فمضى ضد رغبات رئيس وزراءه وتدخل نيابة عن فرنسا في 1762. ولكن اسبانيا لم تتمكن من تحقيق نجاح باهر في الحرب، فبريطانيا احتلت هافانا ومانيلا في سنة واحدة. ثم تنازلت عن فلوريدا لبريطانيا واعترفت بالسيطرة البريطانية على مينوركا وجبل طارق في 1763، ولكن أعطيت لويزيانا لإسبانيا للتعويض عن خسائرها. وبعد معاهدة باريس (1763) عادت إسبانيا وبدأت بالتركيز على التنمية الداخلية.

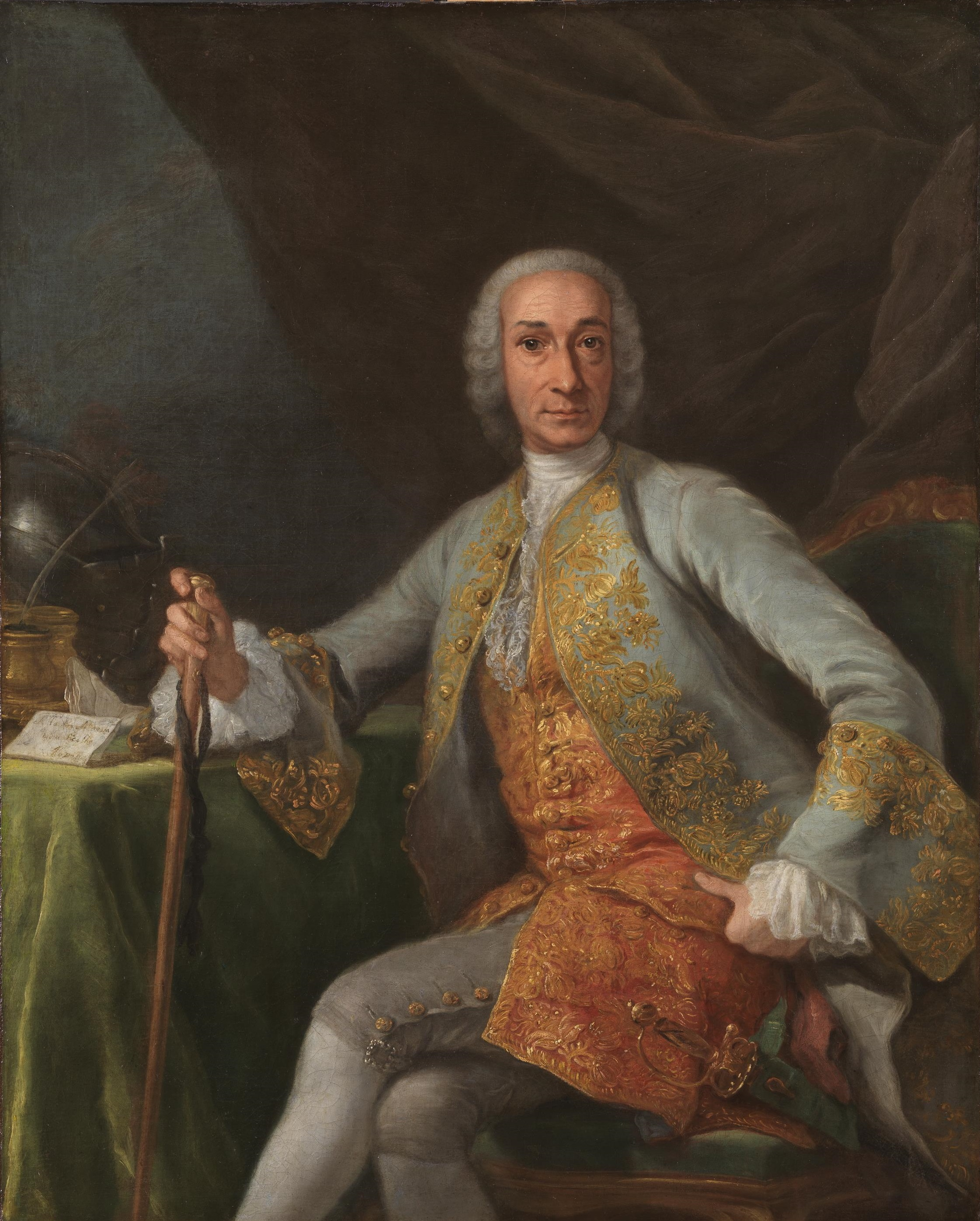
ليوبولدو دي غريغوريو, رجل دولة إيطالي ومصلح خدم في بلاط كارلوس الثالث

أعتبرت الكنيسة وإلى حد بعيد من أكبر أصحاب العقارات والأراضي في إسبانيا. فقد كان تعامل الملوك معها في القرن 17 على أنها مؤسسة خيرية كبيرة - وخصوصا فيليب الرابع الذي تبرع مساحات واسعة من الأراضي بأنه عمل ديني. فالكثير من تلك الأراضي بقيت غير مستخدمة. اما القدر الكبير مما تبقى من أراضي الدولة فقد كان يملكه نبلاء الهيدالغو والذين عادة مايعيشون خارج البلد. فهذا النظام قد عفا عليه الدهر منذ زمن طويل، فتزايد عدد السكان (ازداد عدد السكان من 8 إلى 12 مليون بين 1700 إلى الثورة الفرنسية) قد وضع ضغوطا كبيرة على الحكومة للإصلاح. فحالها كحال البرتغال المجاورة، فنمو بيروقراطية اسبانيا العتيقة اعتمد على الدخل والإنتاج من مستعمراتها لدعم فئة كبيرة من ملاك أراضي لايمكن السيطرة عليهم وأسياد غير منتجين بالإضافة إلى رجال الدين.
كان التنوير هو القوة المعادية لرجال الدين في أوروبا، وإن رأى كارلوس أنها أقل شراسة عند تطبيقها في إسبانيا، وسعى إلى تعزيز قوة التاج (regalismo) ضد الكنيسة الكاثوليكية والبابوية. وقد سبقه فرناندو السادس في الحد من قوة اليسوعيون في اسبانيا بحيث كان الملوك هم من يعين الأساقفة الخاصة بهم، وهي قوة كبحها ملوك فرنسا في القرن 15. ثم طرد كارلوس -المدافع عن السياسة المتطرفة والتحديث السريع للبلاد- جميع اليسوعيين من إسبانيا في 1767. وحجم محاكم التفتيش ولكن لم يقض عليها كاملا لأنه في أواخر سنة 1787 أحرقت امرأة بسبب اتهامها بالسحر.
أدى إصلاح الأراضي والزراعي إلى نفور رجال الدين وطبقة النخبة في إسبانيا. ففضل كارلوس التحالف مع طبقة تجار بلاده والطبقة الوسطى المتنامية التي أتت مع الازدهار في فترة حكمه. ولتأييد التجارة الحرة خفض كارلوس التعرفة الجمركية وهي النواة للسياسة التجارية الإسبانية لعدة قرون. وتمكن الماركيز سكيلاتشي من تحرير تجارة الحبوب في 1765، لكن اندلعت أعمال شغب في 1766 نتيجة لارتفاع أسعار الحبوب.

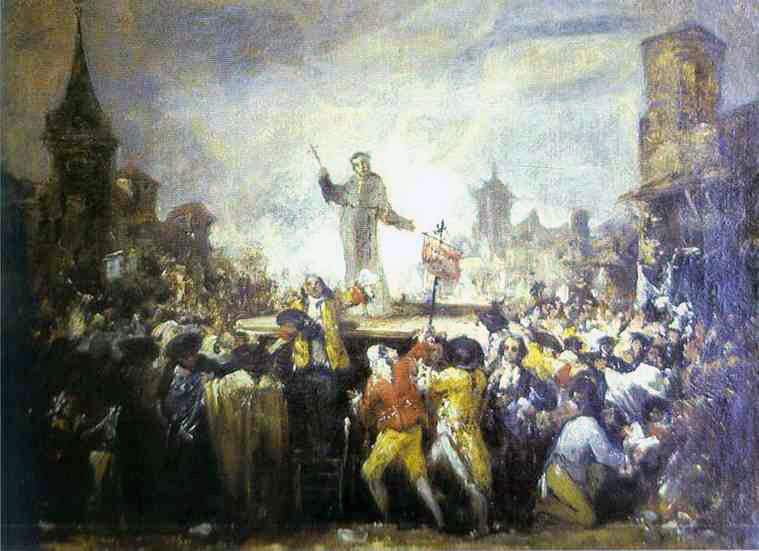
لوحة شغب سكيلاتشي التي رسمها غويا (1766). تحرير سكيلاتشي تجارة الحبوب تسبب بارتفاع حاد في أسعار الحبوب، فاندلع الشغب.

بالرغم من اعتقاده أنه بجعل الحكومة مركزية واستمرار إصلاحات من سبقه للجم استقلالية البرلمانات الإقليمية التي قد تتحدى سلطته، اعتمد كارلوس إنشاء غرف تجارة نموذجية (الجمعيات الاقتصادية لأصدقاء الدولة) لتشجيع التنمية الاقتصادية والمبادرات المحلية، فتحسنت البنية التحتية الوطنية لتعزيز الصناعة الإسبانية وانجز النظام النقدي الموحد.
لاتوجد اصلاحات بدون ثمن، ففي سنة 1766 حصل نقص عالمي في الحبوب فتسبب بصعوبات في تحرير تجارة الحبوب فارتفعت الأسعار فثارت أعمال شغب في مدريد ومدن إسبانية أخرى. فخرج الملك من العاصمة وتسبب بإحراج قائده الأراغوني كونت أراندا. برز اراندا خلال الأزمة وقاد الحكومة في غياب الملك. وهو الأرستقراطي الوحيد في إدارة كارلوس. وإن كان الملك يفضل عموما رجال من أصل اجتماعي متدني من خريجي جامعات خارج قشتالة، ويمنح الرجال القادرين في إدارته ألقاب نبيلة، وهذا النمط أصبح جزءا من البيروقراطية الموالية والتقدمية. ولكنه أزاح سكيلاتشي من منصبه في مدريد وعينه سفيرا إلى البندقية.

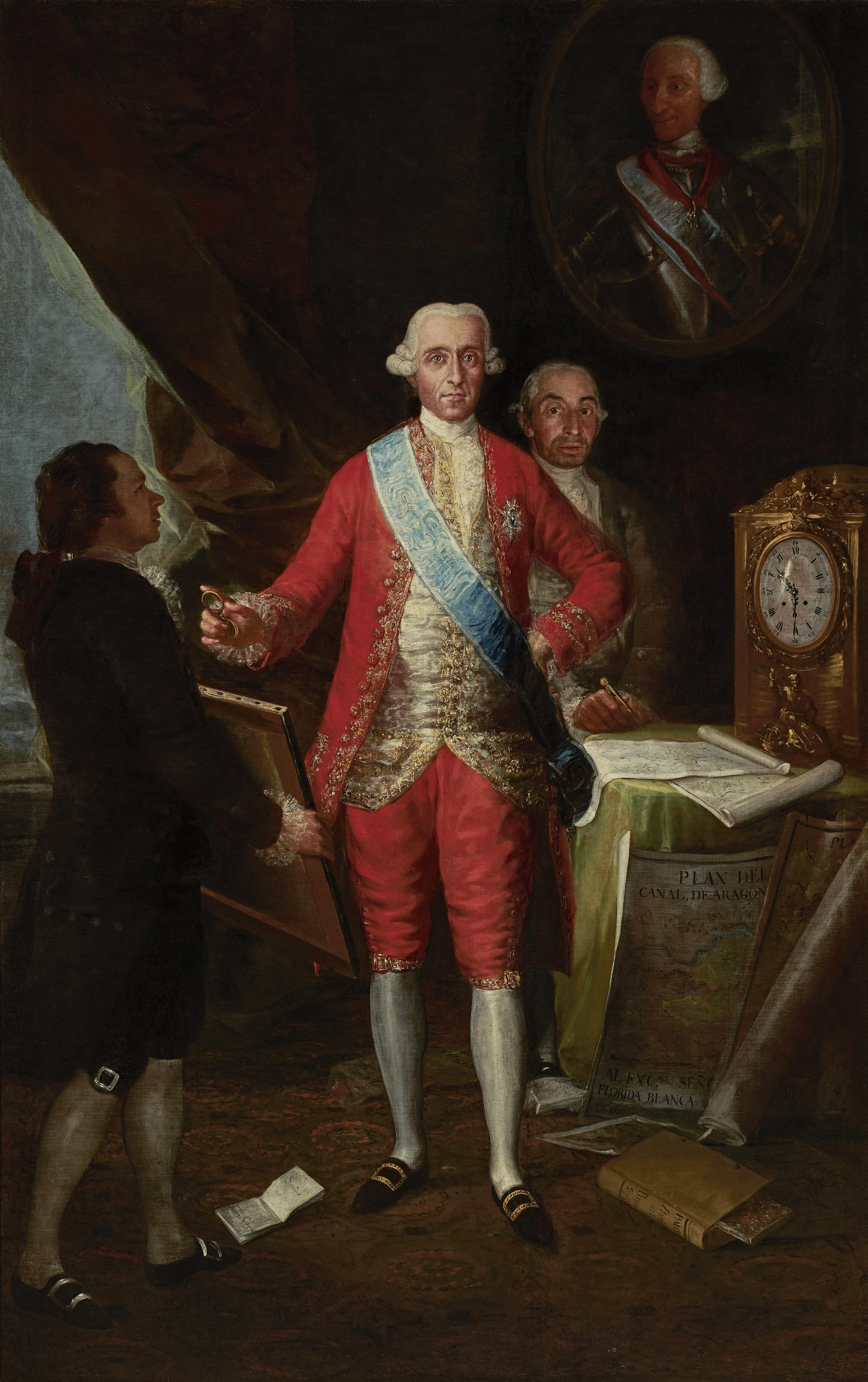
كونت فلوريدابلانكا رجل دولة إسباني ومصلح ريشة غويا

فضل أراندا زعيم الأراغونين في البلاط نظام حكم لامركزي أكثر. فبعد الإطاحة بسكيلاتشي أضحى أراندا لفترة القيادي في السياسة الإسبانية. وقد برز المدعي العام الجنائي خوسيه مونيينو باعتباره المحقق في أعمال الشغب ومؤيد صريح لسياسات الملك الإصلاحية. واتهم اليسوعيون بأنهم من أدار أعمال الشغب، فهم كانوا دعاة السلطة البابوية، بينما البوربون أرادوا مركزية النظام الملكي. وبسبب دورهم في أعمال الشغب فقد طردوا من اسبانيا وإمبراطوريتها سنة 1767. وفي سنة 1773 نجح خوسيه مونيينو بإقناع البابا في إلغاء المرسوم البابوي بوسامة اليسوعية. لهذا النجاح أعطى الملك كارلوس مونيينو لقب كونت فلوريدابلانكا. وعين الكون الجديد رئيس للوزراء في 1777 وتعهد بإصلاح جوهري للبيروقراطية الأسبانية. وأهم نجاحاته كانت في إنشاء نظام حقيقي لحكومة مجلس الوزراء سنة 1778 وإنشاء أول بنك وطني في اسبانيا وإسمه بنك سان كارلوس الوطني في 1782. الاعتراف بالأضرار التي لحقت بنظام التعليم في اسبانيا بعد طرد اليسوعيون، فقام فلوريدابلانكا إصلاح جذري لتوظيف معلمين جدد وتحديث نظام التعليم. أما الإنجاز الأكثر ديمومة له فهي حرية التجارة للأجانب في مستعمراتها في العالم الجديد.
على الرغم من أن فلوريدابلانكا - مثل كارفاخال الذي قبله - معجب بالحكم البريطاني ويعتقد أن وجود علاقة ودية مع جورج الثالث هي أفضل سياسة لإسبانيا، وكانت الحرب الثورية الأمريكية فرصة كبيرة جدا للملك كارلوس، فدخل الحرب مع فرنسا وهولندا ضد بريطانيا في 1779 بعد تقديم المساعدة النقدية للمتمردين. وقاد برناردو دي غالفيز حاكم لويزيانا الإسبانية حملة لاستعادة حصون كان قد خسرها امام بريطانيا في 1762؛ فاستعاد بينساكولا وفلوريدا في 1782، وحاصر جزر البهاما في نفس السنة. فقد أعادت معاهدة باريس (1783) الكثير مما خسرته إسبانيا في حرب السنوات السبع بما فيها فلوريدا.

### المشاكل الخارجية (1788–1808)

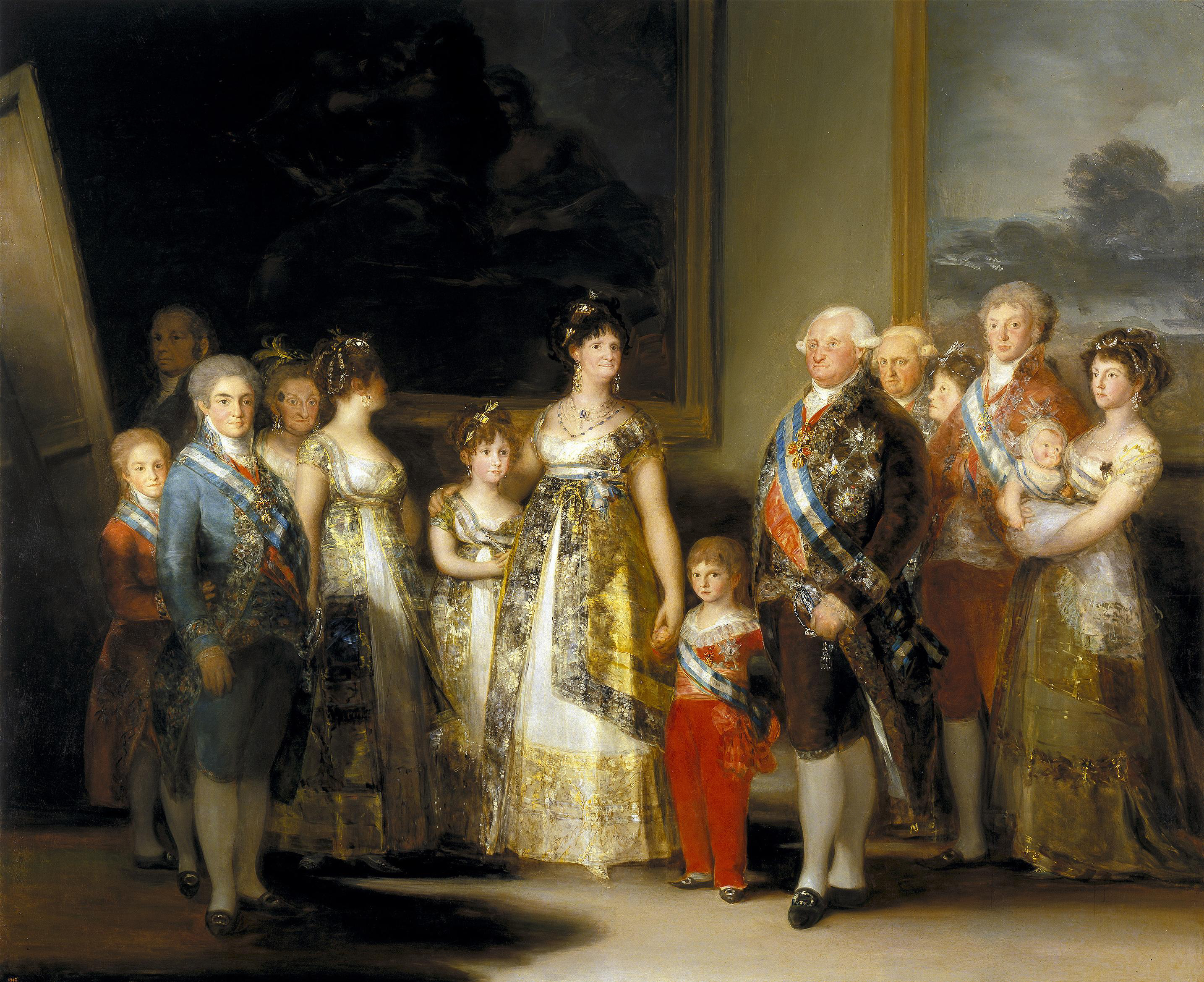
أسرة كارلوس الرابع بريشة غويا

أعطى الملك كارلوس الثالث ولاية العهد لإبنه الثاني كارلوس الرابع والسبب هو أن إبنه الأكبر كان يعاني من الصرع وهو متخلف عقليا. واستلم كارلوس الرابع الحكم بعد وفاة والده كارلوس الثالث في 14 ديسمبر 1788. وبعدها بسبعة أشهر إندلعت الثورة الفرنسية واقتحم الثوار الفرنسيين سجن الباستيل. اعتبر العديدين ممن عاصروا كارلوس الرابع بأنه غير مهتم في السياسة مثلما كان عمه فرناندو السادس. وكان الصيد هو اهتمامه الأول لدى وصوله إسبانيا (وقد ترعرع في نابولي) لذا كانت زوجته تهيمن على سياساته وفقا لارادتها.
وكان لزوجته ماريا لويسا دي بارما عشيقا لها وهو مانويل جودوي جندي من أسرة متواضعة. وكان وسيم واندفاعي، لا سيما بمقارنة ماريا لويزا له مع كارلوس الرابع. كانت الملكة قد تعرفت عليه في 1788 قبل أشهر من نيلها لقب الملكة، وبمرور الوقت بعد ارتقائها العرش أصبحت مفتونة به تماما. وكان الملك محبا لجودوي، على الرغم من انه كان على علم تام بعلاقة زوجته به، وفي سنة 1792 أصبح غودوي رئيسا لوزراء اسبانيا.

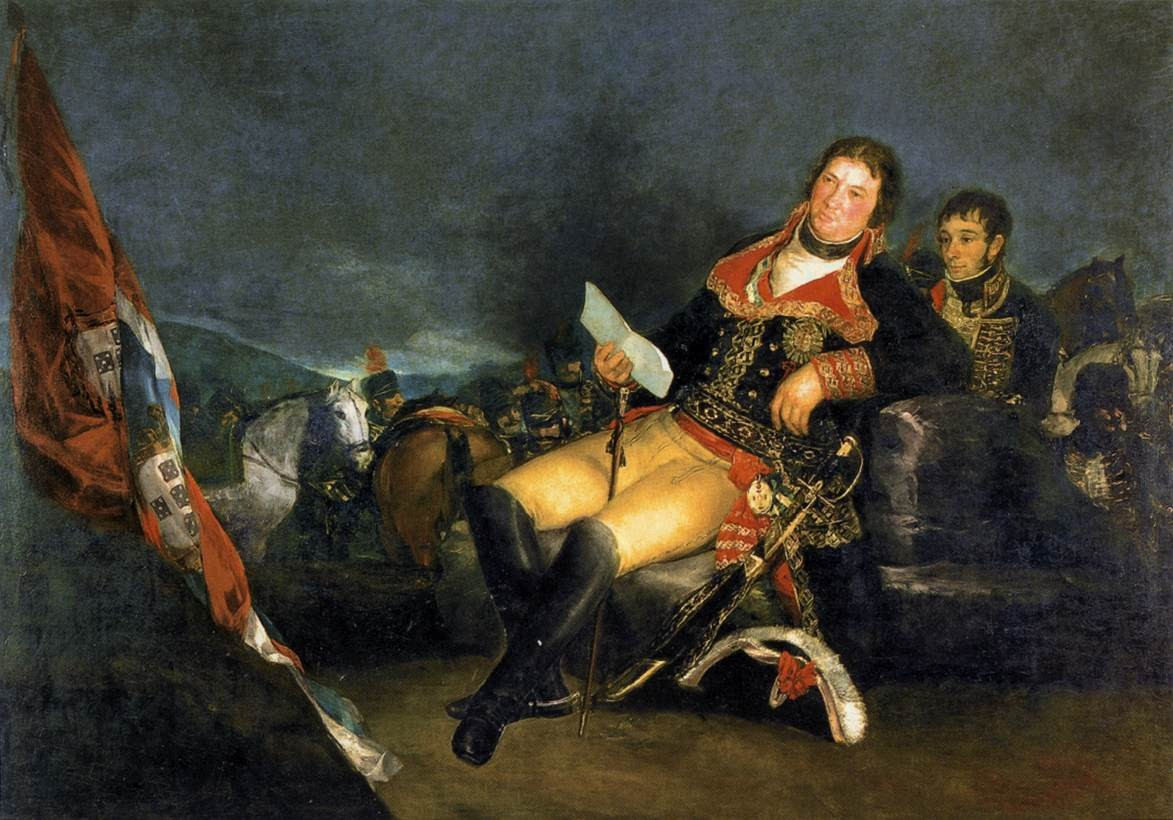
مانويل جودوي بريشة غويا

كان رئيس الوزراء عند استلام كارلوس الرابع الحكم هو كونت فلوريدابلانكا ولم يكن من السهل خلعه خاصة وإن له داعمين كثر في البلاط، وبالذات في قشتالة. وكان الكونت أراندا زعيم المجموعة الأراغونية هو الغريم الخصم لبلانكا في السياسة الإسبانية، فصنع جودوي تحالفا مع اراندا ضد بلانكا. وقد واجهت ليبرالية بلانكا مزيدا من التشكك عند اندلاع الثورة الفرنسية وإعدام لويس السادس عشر سنة 1792. وقد سجن اراندا وغودوي فلوريدابلانكا في سنة 1792 بتهمة الاختلاس وتمت تبرئته لاحقا.
أطفأ عهد كارلوس الرابع روح الإصلاح التي جائت في عهد كارلوس الثالث وهو عصر جدد الرخاء لأسبانيا. وكانت زوجته الملكة وعشيقها غير مهتمين بتحسين البيروقراطية الأسبانية واعتبرا بلانكا بأنه داعية من نفس الليبرالية التي مزقت فرنسا. فتحالفت حركة أراغون بقيادة اراندا مع العديد ممن عارضوا الإصلاحات وباشر بسياسات انقلبت على كثير من إصلاحات كارلوس الثالث.
بعد إعدام لويس السادس عشر سنة 1793، حشدت فرنسا 20,000 مقاتل وساروا إلى الحدود الفرنسية. أما الجيش الإسباني فهو غارق بالضعف منذ عهد كارلس الثالث، فهو سيء التجهيز وسيء التدريب وقليل الخبرة في التعامل مع الغزو الفرنسي. ثم حاصر الفرنسيون نافارا بسرعة. وبالرغم من أن الإسبان قد تمكنوا من الاحتفاظ بوجود لهم في كاتالونيا، واستطاعوا أيضا غزو لانغيدوك الفرنسية. إلا أن جودوي كان غير متفائل بكفاءة الجيش الأسباني قرر أن يتصالح مع الجمهورية الفرنسية الجديدة، فوقع في سنة 1795 معاهدة بازل لضمان السلام مع فرنسا مع التنازل عن سانتو دومينغو إلى الجمهورية.

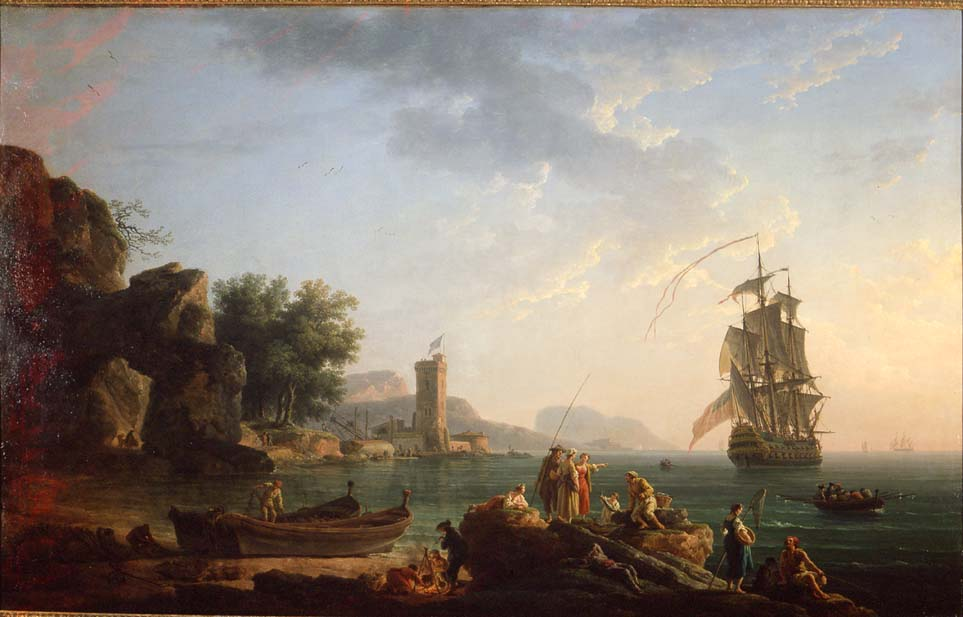
مشهد الساحل مع الفرقاطة البريطانية مان أوف وور بريشة كلود جوزيف فيرنيه. ساعدت الفوضى الناجمة في إسبانيا على تدخل القوى الأجنبية لتقوية حركات الاستقلال في الإمبراطورية الإسبانية.

قرر جودوي بعد أن تخلى عن حلفائه المملكة المتحدة والنمسا أن يواجه أحد القرارين: إما أن يستمر في محاربة فرنسا الثورية والتي قد هزمته بالفعل من قبل، أو الانضمام إلى جانبها والأمل أن تكون أفضل حالا. وقد وقع الإسبان بعد ذلك مع الفرنسيين معاهدة سان إلديفونسو في سنة 1796، فتحالفت إسبانيا مع فرنسا، مقابل الحصول على الدعم الفرنسي لكارلوس الرابع لحكم دوقية بارما الايطالية. وردا على ذلك حاصرت القوات البريطانية أسبانيا في 1797 وفصلت إمبراطوريتها الاستعمارية من البلد الأم. وبحلول نهاية سنة 1798 كان البريطانيين قد هزموا الأسطول الأسباني واحتلوا مينوركا وترينيداد. وفي سنة 1800 أعادت إسبانيا لويزيانا إلى فرنسا، وكانت قد أخذتها منها للتعويض عن خسائرها في حرب السنوات السبع.
استمر البرتغاليون وهم مناوئون لفرنسا في التبادل مع البريطانيين على الرغم من المطالبات الفرنسية بأن يغلقوا موانئهم امام السفن البريطانية. وفي سنة 1801 أصدرت إسبانيا إنذارا باسم فرنسا بوجوب وقف التبادل. فاندلعت حربا حدودية حيث احتلوا مدينة أولايفينزا (اوليفينكا) فقبلت البرتغال للمطالب الإسبانية-الفرنسية. ولاتزال تلك المدينة - المتنازع عليها إلى يومنا هذا - تديرها إسبانيا على الرغم من إدعاء البرتغال أن مؤتمر فيينا اعادها إليها.

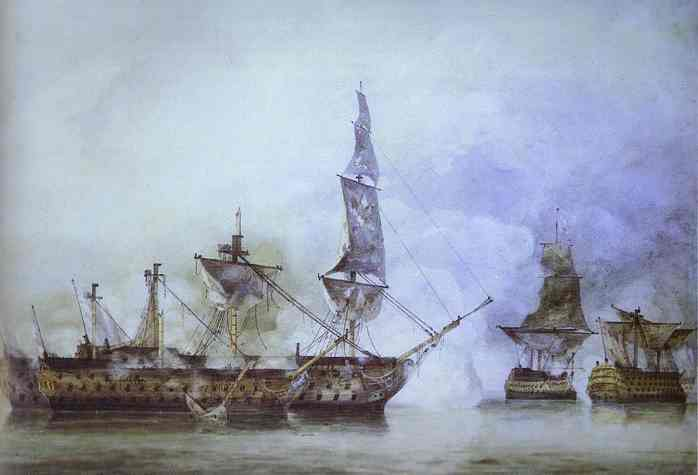
سفينة جلالة الملك "فيكتوري" في معركتها البارزة معركة طرف الأغر في مواجهة مع سفينتين فرنسيتين بريشة جون كونستابل

أعطت معاهدة أميان هدنة مؤقتة سنة 1802 في خطوط القتال، إلا أنها نقضت في 1804 عندما استولى البريطانيون على أسطول المال الإسباني من قادس. فخطط الفرنسيون لغزو إنجلترا في السنة التالية. فأضحى الأسطول الأسباني جزءا لا يتجزأ للمساعدة في تلك العملية. وفي سنة 1805 حاولت البحرية الإسبانية مع إسطول البحر المتوسط الفرنسي عبور رأس طرف الغار في محاولة للانضمام إلى الإسطول الفرنسي في الشمال لإكمال عملية الغزو، إلا أنهم تعرضوا لهجوم مباغت من الإسطول الإنجليزي بقيادة اللورد نيلسون في معركة سميت معركة الطرف الأغر في واحدة من أعظم المعارك البحرية في التاريخ. بحيث سببت بهزيمة كارثية بالإسطولين الفرنسي والإسباني، وأكد المعاناة التي لحقتهما من الهيمنة البريطانية في البحر. وقد سببت صدمة قوية للإسبان هزت عزمهم فبدأوا يشكون من جدوى تحالفهما المتبادل والمريب مع نظام نابليون.

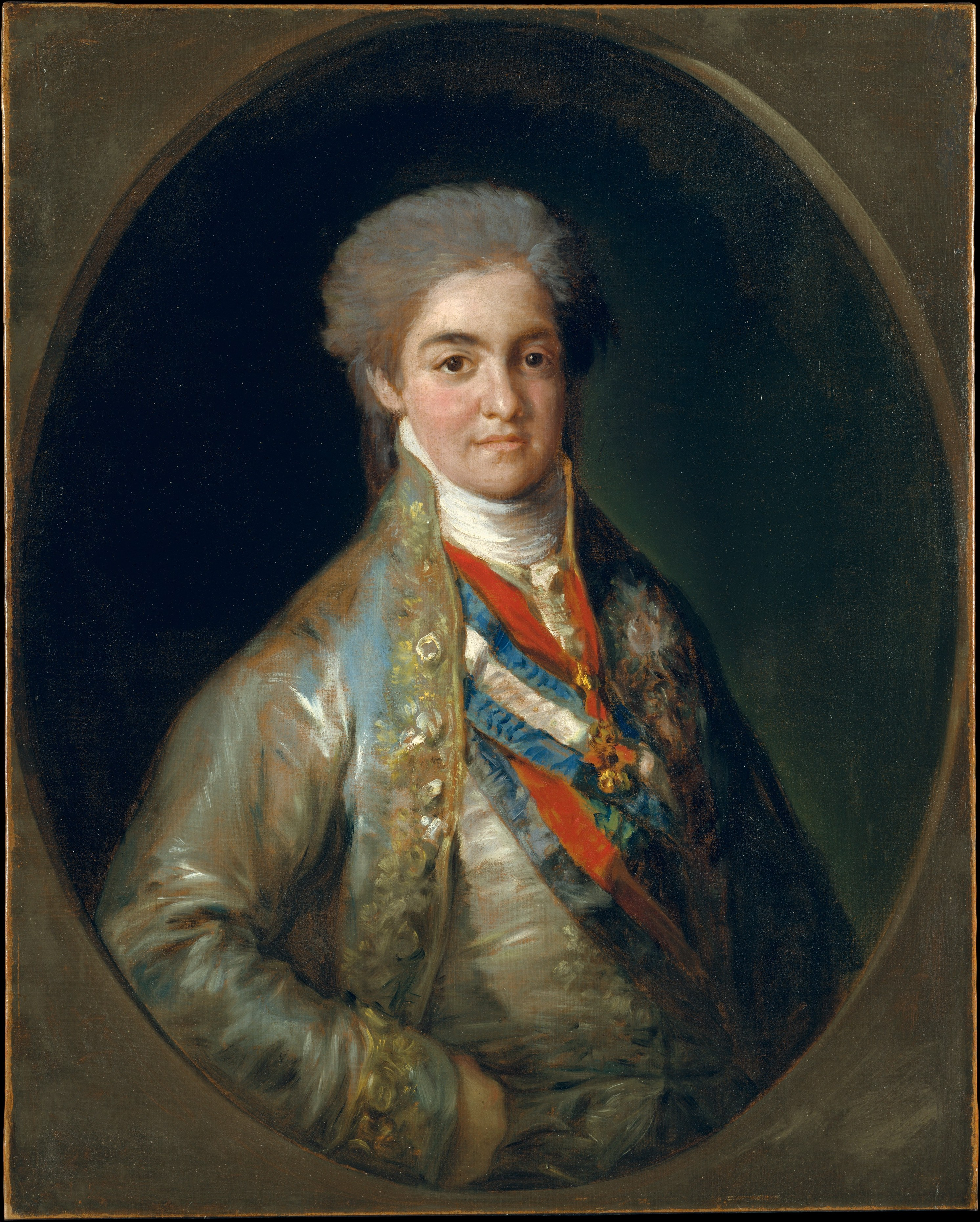
فيرناندو السابع عندما كان أميرا على أستورياس بريشة غويا.

بعد تلك الكارثة انسحب جودوي من الحصار القاري الذي وضعه نابليون لمحاربة بريطانيا، ولم ينضم إليه ثانية إلا في سنة 1807 عندما هزم نابليون بروسيا. وبالمقابل بدأ نابليون يفقد قناعته بجودوي وملكه كارلوس; إضافة إلى ذلك، بدأ في إسبانيا دعما متزايدا لفيرناندو الذي يعارض جودوي المحتقر شعبيا. حيث يفضل فيرناندو التحالف مع بريطانيا، أما نابليون فهو دائم الريبة للبوربون ويشك في مصداقية جميع ملوك إسبانيا.
وفي سنة 1808 اتفقت اسبانيا وفرنسا على تقسيم البرتغال التي جددت دعمها لبريطانيا بعد ترافلغار. فاحتلت القوات الفرنسية والإسبانية البلاد. ثم سافر الأمير فيرناندو إلى فرنسا، فانتشرت شائعات أنه سأل نابليون لاطاحة جودوي من منصبه، إلا أن الملك الأسباني يقف إلى جانبه فهو المفضل لديه. فاندلعت أعمال شغب في البلاد ضد جودوي، وألقت الجموع الغاضبة القبض عليه. ولانقاذه أجبر الملك بالتنازل عن العرش لإبنه فيرناندو. ولكن نابليون الذي ليست لديه أي ثقة في المملكة الإسبانية استغل حضور فيرناندو إليه للحصول على دعمه، فبدلا من ذلك ضغط على فيرناندو ليتنازل عن العرش. وأجلس أخيه جوزيف بونابرت مكانه. فثار الإسبان على الحكم الجديد.

### حرب الاستقلال ضد الفرنسيين (1808–1814)

الإعدامات في الثالث من مايو بريشة غويا

احتشد الشعب الأسباني حول قضية الأمير فيرناندو الموجود قيد الإقامة الجبرية في فرنسا، والذي تحول إلى بطل قومي في حرب الاستقلال الإسبانية. أما كارلوس الرابع وزوجته ومعهما جودوي فقد اعتزلوا السياسة للأبد ورحلوا إلى فرنسا أولا ثم إلى إيطاليا.
أثار تعيين جوزيف بونابرت ملكا على إسبانيا ثورة في إسبانيا. فاندلعت ثورة في مدريد يوم 3 مايو 1808 وقمعها الجيش الفرنسي بدموية، وقد وجد الجيش نفسه مضطرا لاحتلال كل من البرتغال واسبانيا. خلقت تلك الحادثة الوحشية المميزة لردة الفعل الفرنسيين نقطة تجمع للثوار الأسبان. وقد صور الرسام الإسباني فرانثيسكو غويا عملية الإعدام في لوحته الشهيرة. اما عموم الجيش الإسباني، فقد أعلن بوضوح أنه في خدمة فيرناندو وانضم للبرتغاليين والبريطانيين في جبهة موحدة ضد فرنسا. بدأ بإنشاء مجالس عسكرية إقليمية لإعلان بطلان تعيين جوزيف ملكا على إسبانيا; فاحتشد رجال الدين ضد إلحاد فرنسا.
وقدمت المجالس العسكرية طلبا جماعيا لبريطانيا للحصول على مساعدات، وكانت لندن الوحيدة الفرحة جدا لعمل تلك الخدمة. فأعلن المجلس العسكري في إشبيلية سنة 1808 أنه المجلس العسكري الأعلى لاسبانيا، وأن توافق المجالس الإقليمية (والمستعمرات في العالم الجديد) على سيادة مجلس إشبيلية العسكري، والتي أضحت حكومة مؤقتة لاسبانيا في غياب فيرناندو. إلا أن الهجوم الفرنسي في السنة التالية أجبر المجلس على الانسحاب إلى قادس، حيث بقي بها وعلى مقربة من الميدان إلى نهاية الحرب.

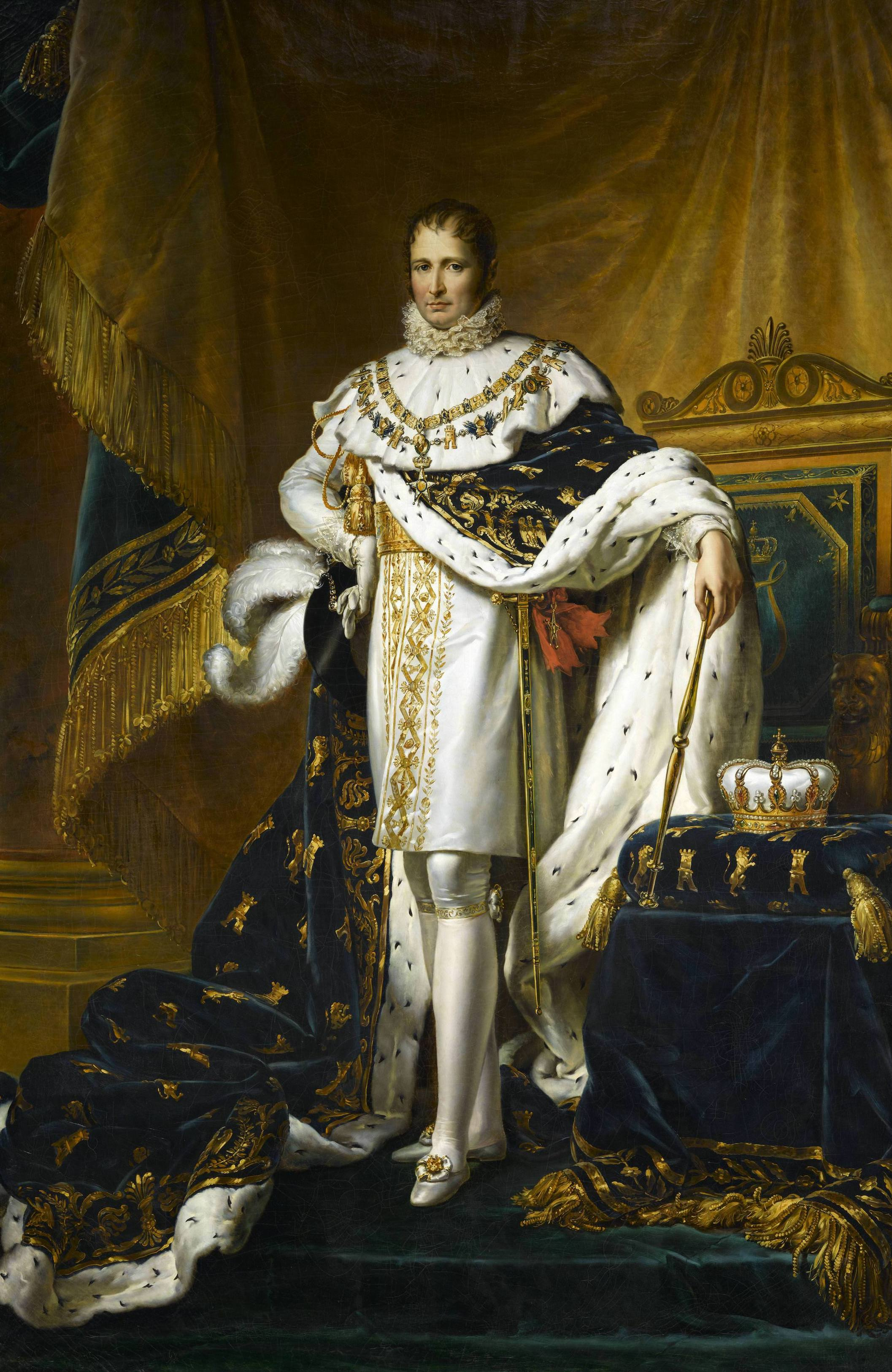
جوزيف بونابرت ملك إسبانيا (1808–14)

في البداية حاول الملك جوزيف التصالح مع الأسبان. فبدأ في بايون بعد اجبار فيرناندو على التنازل، فحشد مجموعة من الوجهاء الإسبان لوضع مشروع دستور لنظام بونابرت الجديد في اسبانيا. فرفض العديد منهم الحضور وهم أعضاء بارزين في شؤون الدولة الأسبانية - بما فيهم فلوريدابلانكا. حيث اعتبروا أن مجلس الوزراء والدستور الحالي الذي صاغه جوزيف هو غير شرعي. ثم دخل جوزيف مدريد يوم 25 يوليو 1808، وأن كان التمرد ضد حكومته يسير بمنهجية وعلى قدم وساق.
دفعت سلسلة من الانتصارات ضد الفرنسيين في 1808 نابليون أن يغزو إسبانيا نفسه في السنة التالية، مما اضطر البريطانيون وحلفاؤهم لإخلاء شبه الجزيرة لفترة شهرين فقط. فأقنع هذا الوضع نابليون أن يضع قيادة الجيش في يد أحد قادته جان دو ديو سول. مع تدمير الجيش الإسباني في 1808 اتجهت المقاومة الإسبانية إلى حرب عصابات شرسة. على الرغم من أن القوة الفرنسية متفوقة عدديا عن الجيوش البريطانية والبرتغالية والإسبانية إلا أن فعالية العصابات الأسبانية جعلت حوالي 350,000 من الفرنسيين (Armée de l'Espagne) وتوظيف 200,000 لحماية خطوط الإمداد الفرنسية الضعيفة الممتدة عبر انحاء إسبانيا.
رأى العديد من الليبراليين الأسبان - ممن يحمل تقاليد كارلوس الثالث ووزرائه - بوجود علاقة وثيقة مع فرنسا أملا في الحداثة والتقدم لبلدهم. ويدعون أفرانسي سادوس (بالإسبانية: afrancesados) وهم يأملون بنهاية محاكم التفتيش وإنشاء نظام ملكي بميول أكثر علمانية وأكثر ليبرالية، ولكن عندما طال أمد الاحتلال الفرنسي بدات تتضائل شعبية الحكم الفرنسي بين الليبراليين. وبحلول سنة 1812 أضحى العديد من (الأفرانسي سادوس) مساهمين في حرب العصابات الإسبانية. وصاغ المجلس العسكري الأعلى الدستور الإسباني عام 1812 (دستور قادش)، وكتبه مجلس قادش التي يهيمن عليها الإصلاحيين الليبراليين ورسم فيه نظام ملكي دستوري للبلد، وسيتم إلغاء محاكم التفتيش وإن بقي دين الدولة هو الكاثوليكية الرومانية واعتبار الهرطقة جريمة. وأعطى الدستور - إسبانيا أولا - المقدمة لحرية التعبير وحرية التنظيم وحق التصويت للرجال في أرجاء الإمبراطورية. وردا على هذا الدستور، ضمت فرنسا كاتالونيا مؤقتا.

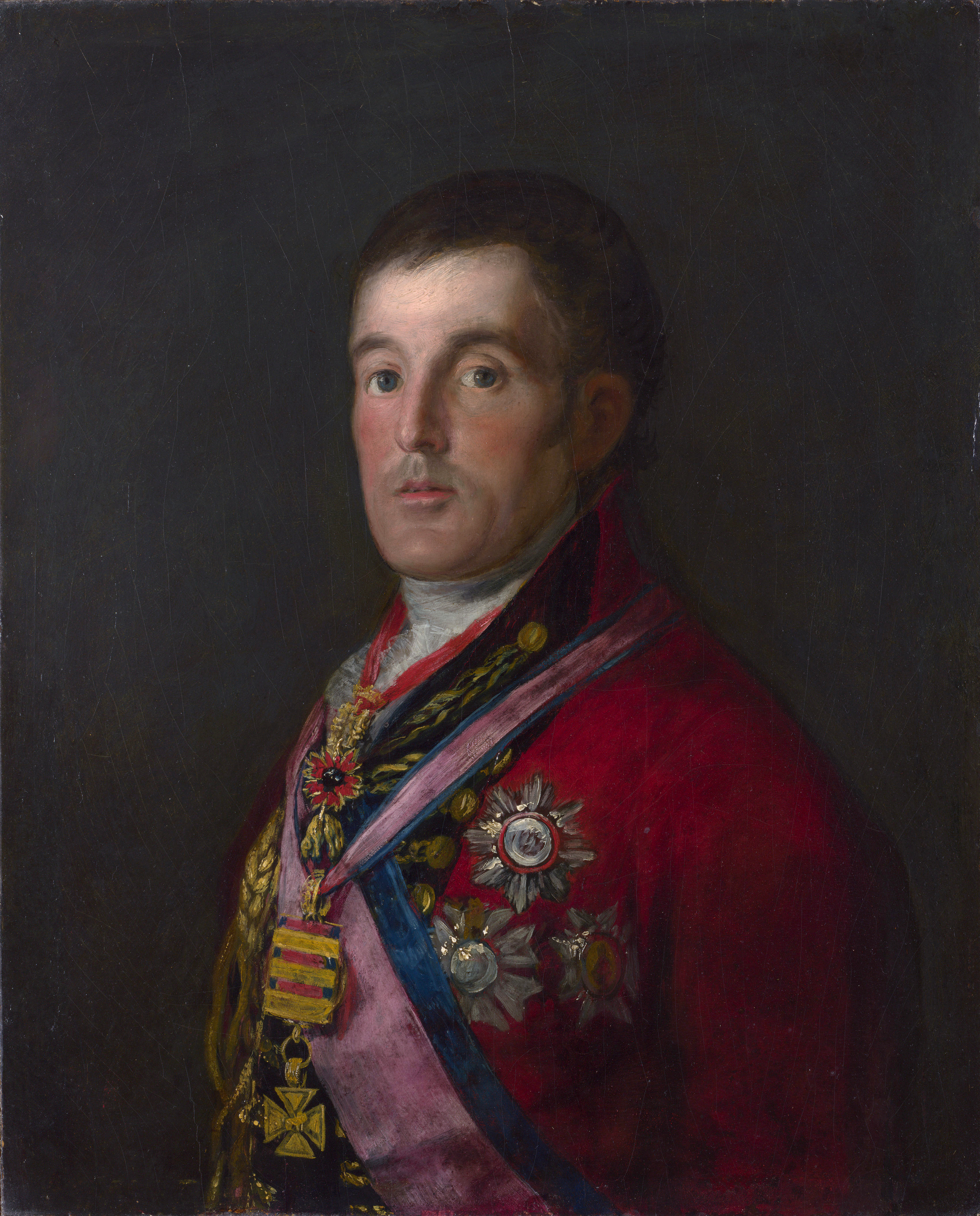
آرثر ويلزلي القائد العام لجيش أنجلو-برتغال في حرب شبه الجزيرة الأيبيرية.

وفي سنة 1810 غزا البريطانيون بقيادة السير آرثر ويلزلي إسبانيا من البرتغال. وكانت قوة أسبانية وسحبت معها ماتبقى من مقاتلي الجيش والمتطوعين الإسبان حيث تمكنوا من الانتصار على الفرنسيين بقيادة جوزيف بونابرت نفسه في معركة طلبيرة. وبسبب هذا الانتصار كوفئ ويلزلي بلقب دوق ولينغتون، على الرغم من أنه بعد المعركة بمدة ليست طويلة أجبر على التراجع إلى البرتغال مرة أخرى. ومع طول انتشار القوات الفرنسية وانهاكها، حيث استنزف نابليون جيشه عندما نقل قواته إلى مايمكن أن يقال هجوما كارثيا ضد روسيا، فوجدها ولينغتون فرصة فهاجم مرة أخرى في معركة فيتوريا في 21 يونيو 1813، حيث هزم القوات الفرنسية بقيادة الملك جوزيف بونابرت، وفاضطر بالتالي إلى الانسحاب إلى جبال البرانس في أوائل يوليو تموز. فاستمر القتال في الجبال طوال الشتاء، وفي ربيع 1814 تمكن الحلفاء من التقدم إلى جنوب فرنسا.
أطلق الفرنسيون سراح فيرناندو بعد سقوط نابليون سنة 1814. فعند وصوله إسبانيا، كان السؤال الأهم هو هل سيؤدي يمين القسم على دستور 1812، حيث أن المجلس العسكري الأعلى قد تشكل بالإنابة عنه. والدستور يحد بقوة من سلطات الملك لصالح مجلس تشريعي موحد، إلا أنه لايحظى بأي شعبية بين رجال الدين الأسبان المحافظين، ولا بين الإسبان الذي ربطوا الكثير من قوانينها مع حكم الفرنسيين الذين لم يمض على طردهم إلا أشهر قليلة. فرفض فيرناندو قبول الدستور الليبرالي، واستمر حكمه في إسبانيا كما كان كارلوس الرابع ملكا مطلقا، وخلال فترة حكمه فقدت اسبانيا معظم إمبراطوريتها ومستعمراتها في حروب الاستقلال الإسبانية الأمريكية.

## التنوير في إسبانيا

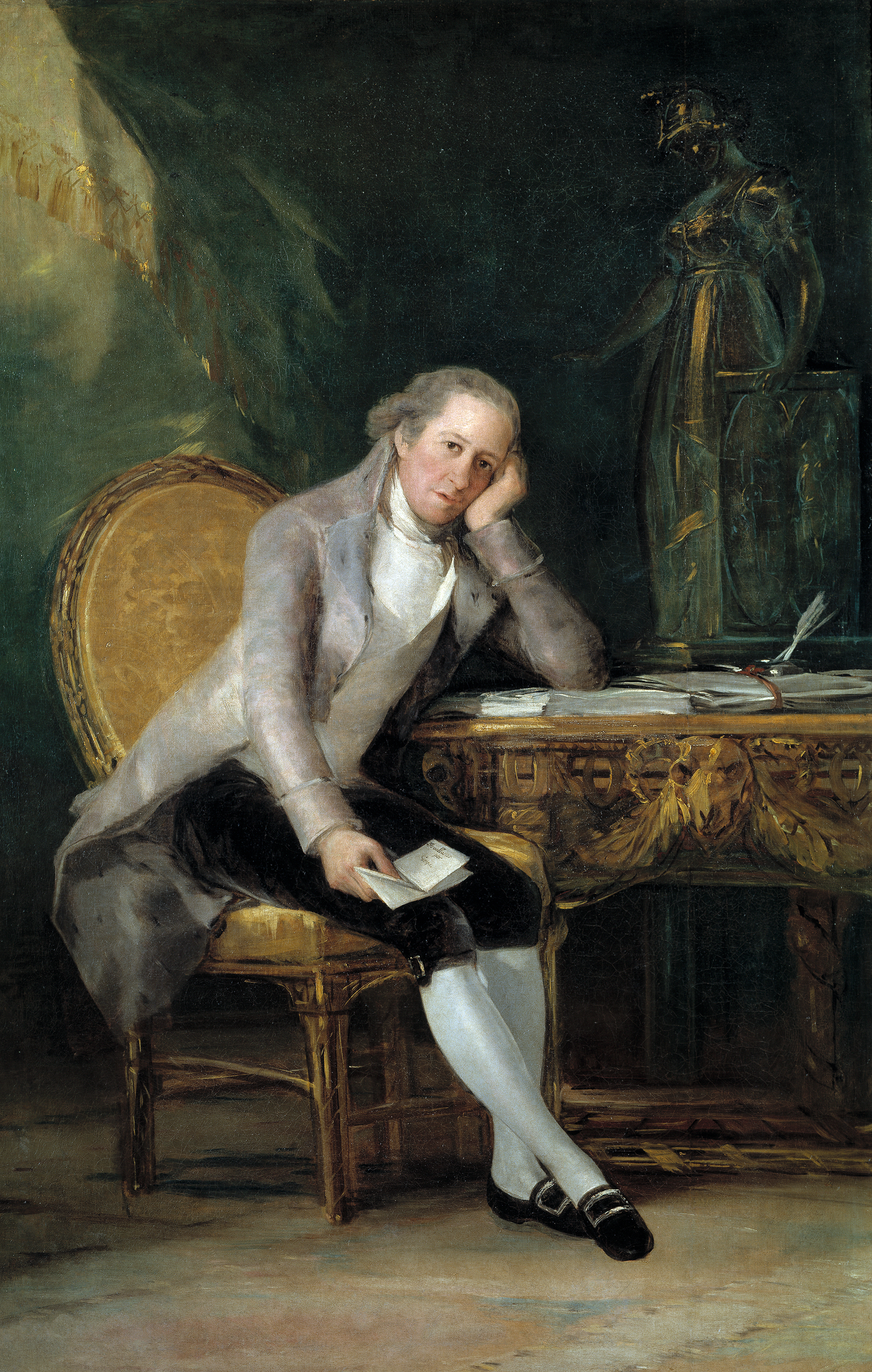
غاسبار ميلكور دي خوفيلانوس، بريشة فرانثيسكو غويا

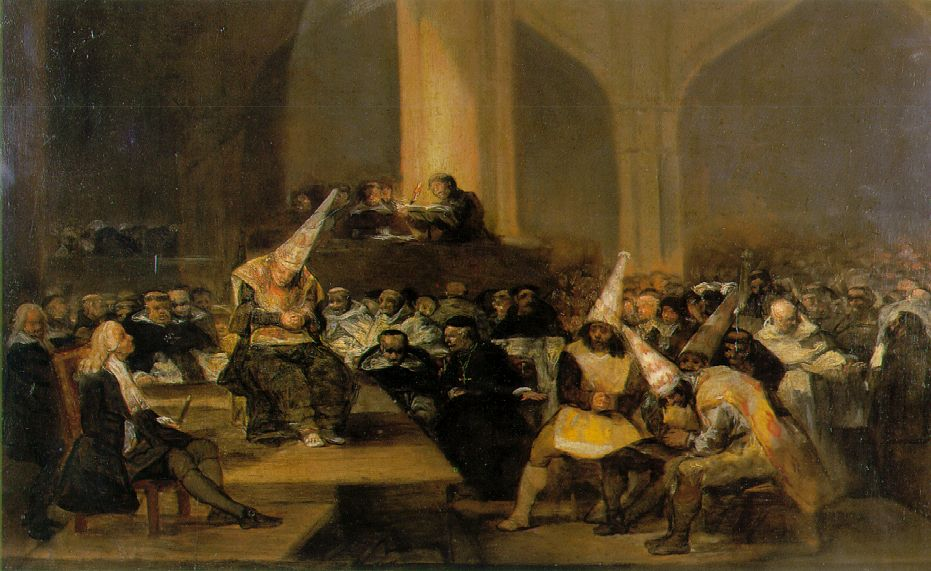
مشهد لمحاكم التفتيش بريشة فرانثيسكو غويا. محاكم التفتيش الإسبانية وإن مازالت موجودة في أواخر القرن 18. إلا أن سلطتها ضعفت كثيرا بعد ذلك.

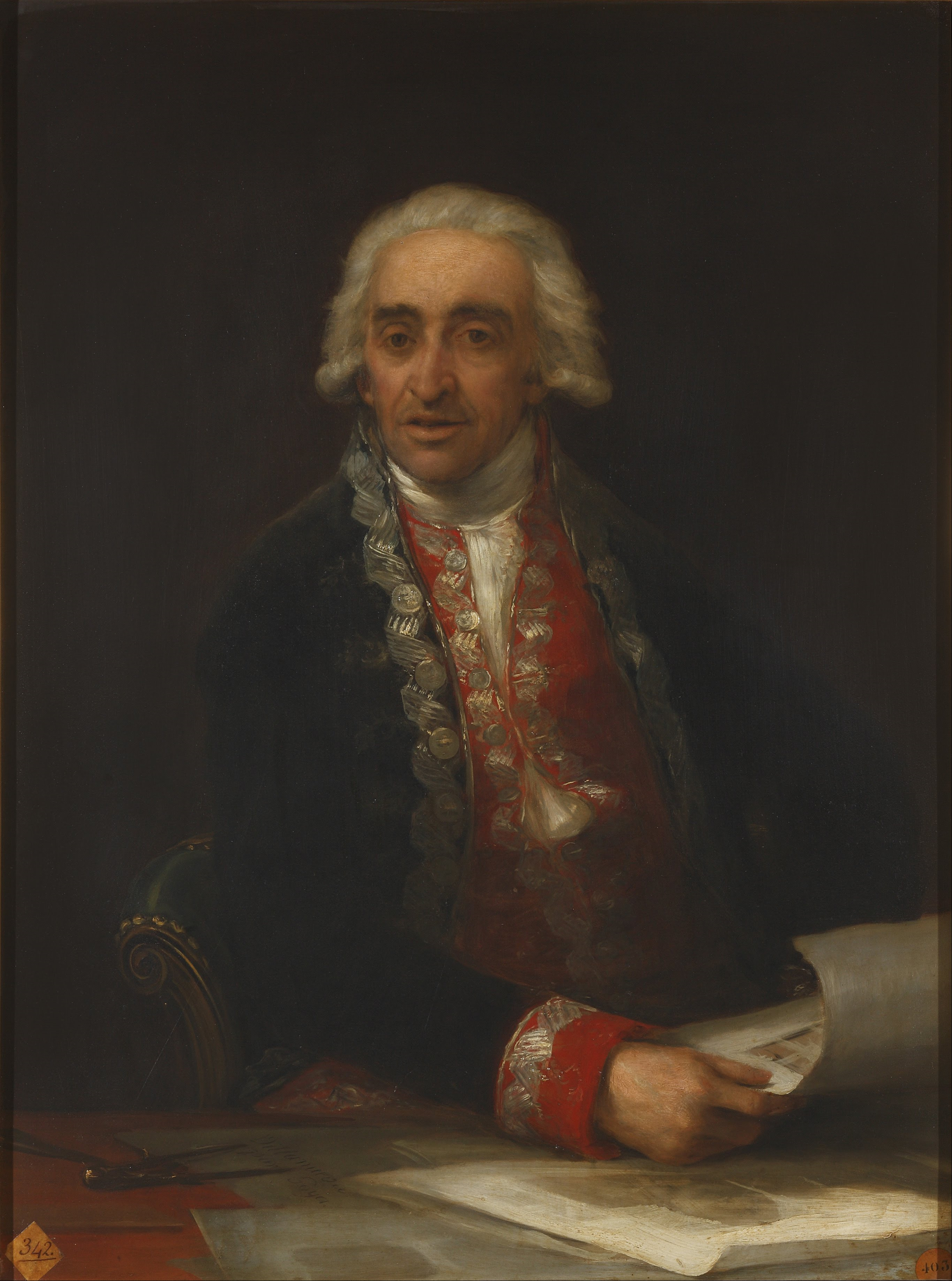
صورة لخوان دي فيلانوفا، بريشة غويا. تقريبا 1805. (الأكاديمية الملكية للفنون الجميلة في سان فرناندو).

أتت أفكار التنوير من فرنسا إلى إسبانيا بعد تأسيس سلالة بوربون في أسبانيا. أما رائد التنوير في إسبانيا فكان بينيتو جيرونيمو فيجو (1676-1764) وهو راهب بندكتي وأستاذ. وقد عمم بنجاح ملاحظاته في تشجيع الفكر العلمي والتجريبي في محاولة لدحض الخرافات والأساطير. صاحب مسرح النقد العالمي Teatro crítico universal‏ (1726-1739) وعبر عن قلقه بأن "الفيزيائيين والرياضياتيين يكادون أن يكونوا أجانب في إسبانيا.
كان القرن 18 هو عصر تزايد الاستبداد في أوروبا ومركزية سلطة الملكيات التي سعت إلى تقويض القوى المنافسة مثل الكنيسة الكاثوليكية الرومانية، وتحديث الإدارة وتعزيز التدابير الاقتصادية لزيادة الازدهار وتعزيز السلطة في المجال الدولي. وصلت أفكار مخففة لعصر التنوير إلى إسبانيا حوالي سنة 1750، حيث شددت على وجود إصلاحات التي من شأنها زيادة الازدهار في اسبانيا كي تعيدها قوة عظمى كما كانت في السابق. وظهرت في إسبانيا مؤسسات لتنظيم وتشجيع البحث الفكري مع بداية عهد البوربون في أوائل القرن 18 بتأسيس المكتبة الوطنية (1711) والأكاديمية الملكية الإسبانية (1713)، والأكاديمية الملكية للتاريخ (1738). حيث ركز الاهتمام على الطب والفيزياء ثم الفلسفة. وكان الزوار الفرنسيين والإيطاليين مؤثرين، وإن كان هناك بعض التحدي للكاثوليكية أو الكنيسة في تميّز الفلاسفة الفرنسيون. ويعد وزير العدل الإسباني غاسبار دي خوفيلانوس أحد أكبر المفكرين، وقد وجه خطاب إلى الأكاديمية الملكية للتاريخ دعا «الوطنيين» لدراسة التاريخ القانوني ولا سيما في التاريخ القديم أي زمن القوط الغربيين، وإنتقد اسبانيا لفشلها «في المحافظة على الدستور بنقاوته الأصلية». وفي تقريره عن ملف القانون الزراعي (1795)، أعرب عن أسفه في تكدس الأراضي بيد الأرستقراطيين والكنيسة، فأبقى معظم الإسبان بدون سكن. واقترح الحل وهو بيع جميع أراضي الكنيسة.
وبدءا من عقد 1770 شن المحافظين هجوما مضادا حيث استخدموا الرقابة ومحاكم التفتيش لقمع الأفكار التنويرية. مع إن الموسوعة الفرنسية (French Encyclopédie) أضحت متوفرة للذين يريدون قراءتها. وأيضا كانت كتابات مونتسكيو وروسو وآدم سميث وكوندياك ورينال وبوفون ولينيوس كانت متداولة بين النخب الفكرية الإسبانية. يقول المؤرخ جوناثان إسرائيل أن الملك كارلوس الثالث كان يهتم بعض الشيء بالتنوير، أما وزرائه فقد أعطوا الاهتمام بتأثير الأفكار التنويرية المنتشرة في القارة. ويضيف إسرائيل "هناك عدد قليل فقط من الوزراء والمسؤولين التزموا بجدية للأهداف المستنيرة. أما الباقي فكان الحكم المطلق هو قبل كل شيء وأن هدفهم الرئيس هو تعزيز النظام الملكي والإمبراطوري والأرستقراطي وسيطرة الكنسية والسلطة على التعليم."
اهتم التاج بتمويل سلسلة من البعثات العلمية الخاصة بها وكذلك العلماء الأجانب المعتمدين لديها أمثال لا كوندامين وهمبولت لمستعمراتها في الخارج، وعادة ما تكون مغلقة أمام الأجانب. وقد كان هناك بعثات طويلة المدى مثل بعثة النبات الملكية إلى شيلي وبيرو (1777-1788) وغرناطة الجديدة (1783-1816) وإسبانيا الجديد (1787-1803)، والتي أنتجت كمية ضخمة من الرسومات والعينات النباتية المفصلة مخصصة للحديقة الملكية للنبات ومبنى المتحف الملكي للتاريخ الطبيعي في مدريد. وتعد بعثة مالاسبينا الإستكشافية من أهم البعثات العلمية ورأسها قائد البحرية الأسبانية اليخاندرو مالاسبينا على مدى خمس سنوات (1789-1794) ومعه رسامون للطبيعة والنبات ليجمع المعلومات للتاج الإسباني. أنتج الرسامون والمصورون مجموعة كبيرة من الصور النباتية بالإضافة إلى المناظر الساحلية، وصور عن أحوال الناس ومناظر عن سفن البعثة، وصورة شخصية في باتاغونيا. في المكسيك، حفزت حملة مالاسبينا في تأسيس حديقة للنباتات في مكسيكو سيتي بالإضافة إلى متحف التاريخ الطبيعي.
صممت المؤسسات العلمية التي أسست أواخر القرن 18 لتعزيز المعرفة، مثل حدائق النبات الملكية (1755) في مدريد حيث أضافت بعثة مالاسبينا عينات إلى المجموعة. وكذلك أنشأ التاج كلية المناجم (1792) في المكسيك برئاسة فاستو إلهاير لزيادة المعرفة العلمية حول تعدين الفضة أكثر السلع قيمة في اسبانيا. وقد تم تصميم المبنى على الطراز الكلاسيكي الجديد وصممه المهندس المعماري الأسباني مانويل تولسا. وكان التاج الأسباني أوصى بأن يجب أن يتم بناء "جميع الكنائس الجديدة والمباني العامة على الطراز الكلاسيكي الجديد، وأن يكون التصميم قد نال على موافقة مسبقة من أكاديمية سان فرناندو." لذا كان في مدريد عدد من المباني المشيدة على الطراز الكلاسيكي الجديد. وقد صمم المعماري خوان دي فيلانوفا وهو مهندس كارلوس الثالث مبنى من الطراز الكلاسيكي الحديث عام 1785 ليكون المتحف الملكي للتاريخ الطبيعي، والذي أصبح لاحقا متحف برادو لعرض اللوحات والنحت.
تم تأسيس الإرشيف العام للإنديز في إشبيلية سنة 1785 لجمع الوثائق المتعلقة الإمبراطورية اسبانيا ومستعمراتها. وهو جزء من محاولة إحياء التأريخ الإسباني وسياسات كارلوس الثالث المركزية.

## مزيد من القراءة

### بالإنجليزية
- Addy, George M. The Enlightenment in the University of Salamanca. Durham, N.C.: Duke University Press 1966.
- Bleichmar, Daniela. Visible Empire: Botanical Expeditions & Visual Culture in the Hispanic Enlightenment. Chicago: University of Chicago Press 2001.
- Cañizares-Esguerra, Jorge, How to Write the History of the New World: Histories, Epistemologies, and Identities in the Eighteenth-Century Atlantic World. Stanford: Stanford University Press 2001.
- Elliott, John H. Empires of the Atlantic World: Britain and Spain in America 1492–1830 (2007)
- Engstrand, Iris H.W. Spanish Scientists in the New World: The Eighteenth-Century Expeditions. Seattle: University of Washington Press 1981.
- Herr, Richard. The Eighteenth-Century Revolution in Spain. Princeton: Princeton University Press 1958.
- Herr, Richard (1971). An Historical Essay on Modern Spain. Chapter 4: Enlightened Despotism and the Origin of Contemporary Spain. University of California Press. ISBN 0-520-02534-2
- Jaffe, Catherine M., and Elizabeth Franklin Lewis, eds. Eve's Enlightenment: Women's Experience in Spain and Spanish America, 1726–1839 (2009)
- Kamen, Henry (2001). Philip V of Spain : the king who reigned twice. New Haven : Yale University Press. ISBN 0-300-08718-7
- La Force, James C. Jr. The Development of the Spanish Textile Industry, 1750–1800. Berkeley and Los Angeles: University of California Press 1965.
- Lehner, Ulrich L. and O'Neill Printy, Michael (2010). A Companion to the Catholic Enlightenment in Europe. Volume 20 of Brill's Companions to the Christian Tradition, ISSN 1871-6377. Brill, 2010. ISBN 90-04-18351-5
- Lynch, John  [لغات أخرى]‏. Bourbon Spain 1700–1808 (1989)
- Noel, C.C. "Opposition to Enlightened Reform in Spain: Campomanes and the Clergy, 1765–1775." Societas 3, 1 (1973) pp. 21–43.
- Paquette, Gabriel B. Enlightenment, Governance, and Reform in Spain and Its Empire, 1759–1808 (2007)
- Shafer, R.J. The Economic Societies in the Spanish World, 1763–1821. Syracuse 1958.
- Smith, Angel. Historical dictionary of Spain (2009)

### بالإسبانية
- Anes Alvares, Gonzalo. Economía e Ilustación en la España del siglo XVIII. Barcelona 1969.
- Egido Martínez, Teofanes (2001). Carlos IV. Madrid : Arlanza Ediciones. ISBN 84-95503-22-0
- Fernandez, Roberto (Fernandez Diaz) (2001). Carlos III. Madrid : Arlanza Ediciones. ISBN 84-95503-21-2
- Guimera, Agustín (1996). El reformismo borbonico : una visión interdisciplinar. Madrid : Alianza : Consejo Superior de Investigaciones Científicas. ISBN 84-206-2863-8
- Rodríguez Díaz, Laura. Reforma e Ilustración en la España del siglo XVIII. Pedro Rodríguez de Campomanes. Madrid, 1975.
- Santos, José (2002). Martín Sarmiento : Ilustración, educación y utopía en la España del siglo XVIII. La Coruña: Fundación Barrié de la Maza. ISBN 84-9752-009-2
- Ubieto Arteta, Antonio (1997).  Historia ilustrada de Espana, v. 5: El Barroco espanol y el reformismo borbonico. Madrid : Debate ; Valencia : Circulo de Lectores. ISBN 84-226-6342-2
- Ubieto Arteta, Antonio (1997).  Historia ilustrada de Espana, v. 6: Guerra, revolucion y Restauracion. 1808–1833. Madrid : Debate ; Valencia : Circulo de Lectores. ISBN 84-226-6343-0

## وصلات خارجية
- مكتبة الكونجرس لدراسات الدول: إسبانيا (بالإنجليزية)
- KMLA History of Spain
- Artehistoria, providing biographies, histories, and lots of pictures (بالإسبانية)
- Portal Fuenterebollo، توفير المعلومات عن رموز أسبانية تاريخية محددة. (بالإسبانية).